# Битва за Харків (2022)
Битва за Харків — бойові дії за Харків та його околиці в ході повномасштабного вторгнення російських військ до України. Бої тривали з 24 лютого 2022 року та завершились Слобожанською наступальною операцією, перший етап якої тривав з 6 до 12 вересня 2022 року.

## Перебіг подій

### Лютий

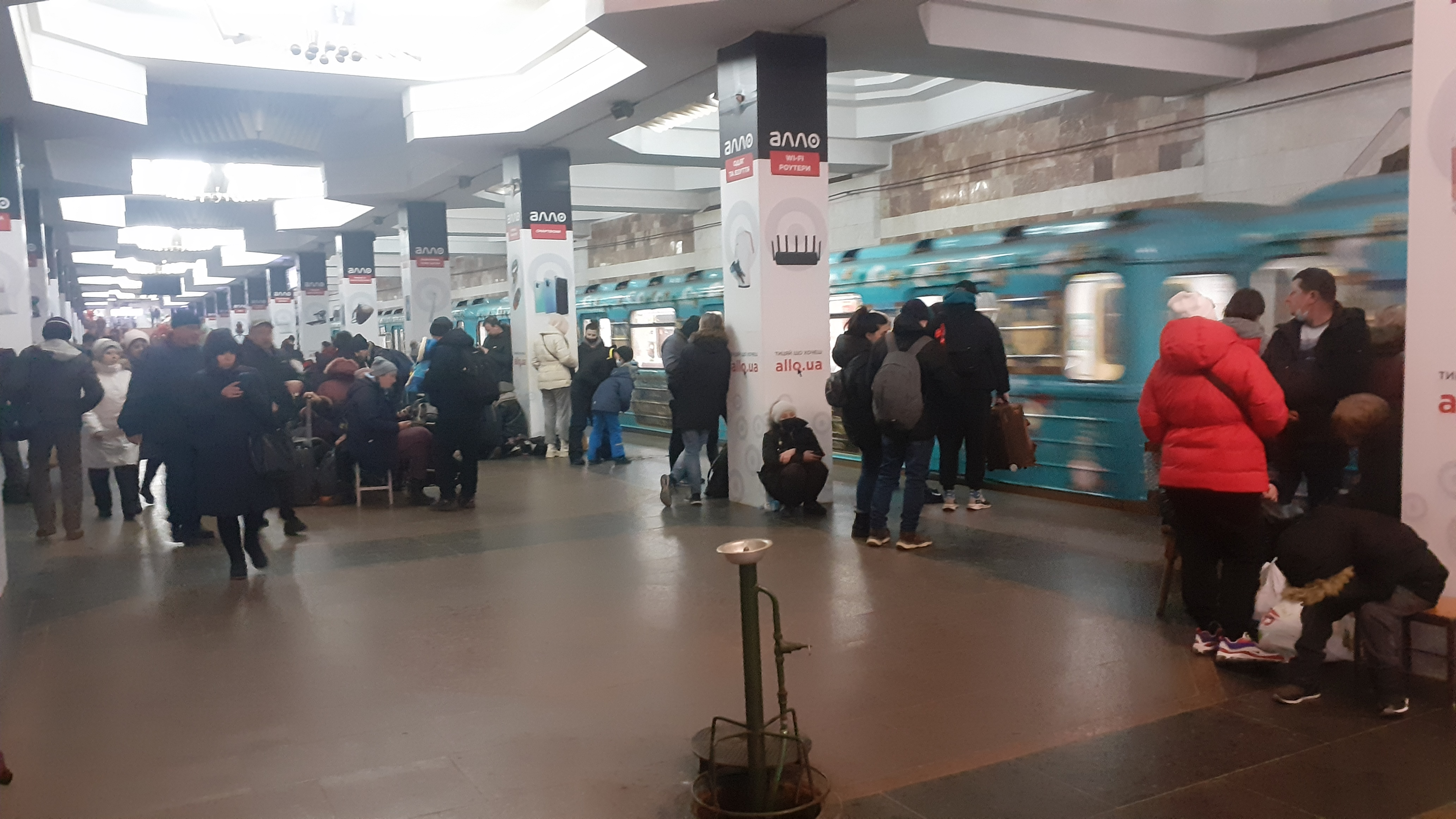
Станція метро «Героїв праці», перетворена на бомбосховище (24.02.2022)

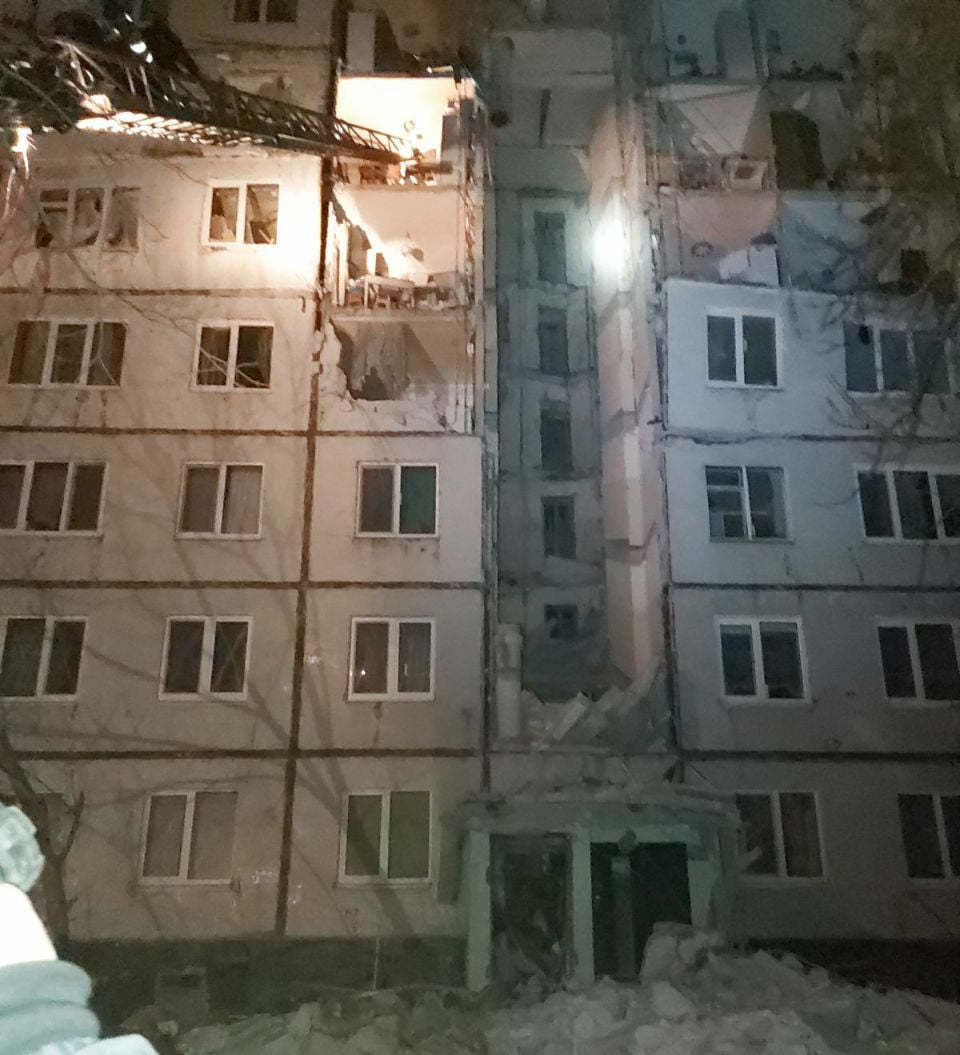
Житловий будинок у Харкові, пошкоджений 26.02.2022 від обстрілів росіян

24 лютого 2022 року, близько 5:00 (UTC+2) російські окупанти почали обстріли Харкова. Вночі проти 26 лютого були випадки прориву оборони; кілька ворожих танків зайшли у Харків, були знищені і контроль відновлено українськими військами.
Надвечір 25 лютого росіянами було завдано удар по обласній дитячій лікарні та Центру служби крові (що знаходяться на вулиці Клочківській) реактивним снарядом з касетною бойовою частиною. Загинув один чоловік, який чекав на свою чергу стати донором крові.
26 лютого ЗСУ затримали ще двох диверсантів; один з російських полонених повісився.
Внаслідок обстрілів зруйновано харківський газогін.
Голова Харківської ОДА повідомив: кидаючи посеред дороги ворожу техніку, українським військам здаються групи по 5-10 осіб. Як тільки бачать хоча б одного представника ЗСУ — здаються. Для окупантів була створено ілюзію, що місто майже кинуте напризволяще та стане легкою здобиччю. Після цього окупантам дозволили зайти вглиб міста і почали ліквідовувати. У Харкові проводиться зачистка від російських ДРГ і військових, які потрапили до міста. Внаслідок боїв російські окупаційні війська втратити кілька автомобілів Тигр та понесли серйозні втрати в живій силі. Українські війська втратили один БТР-4.

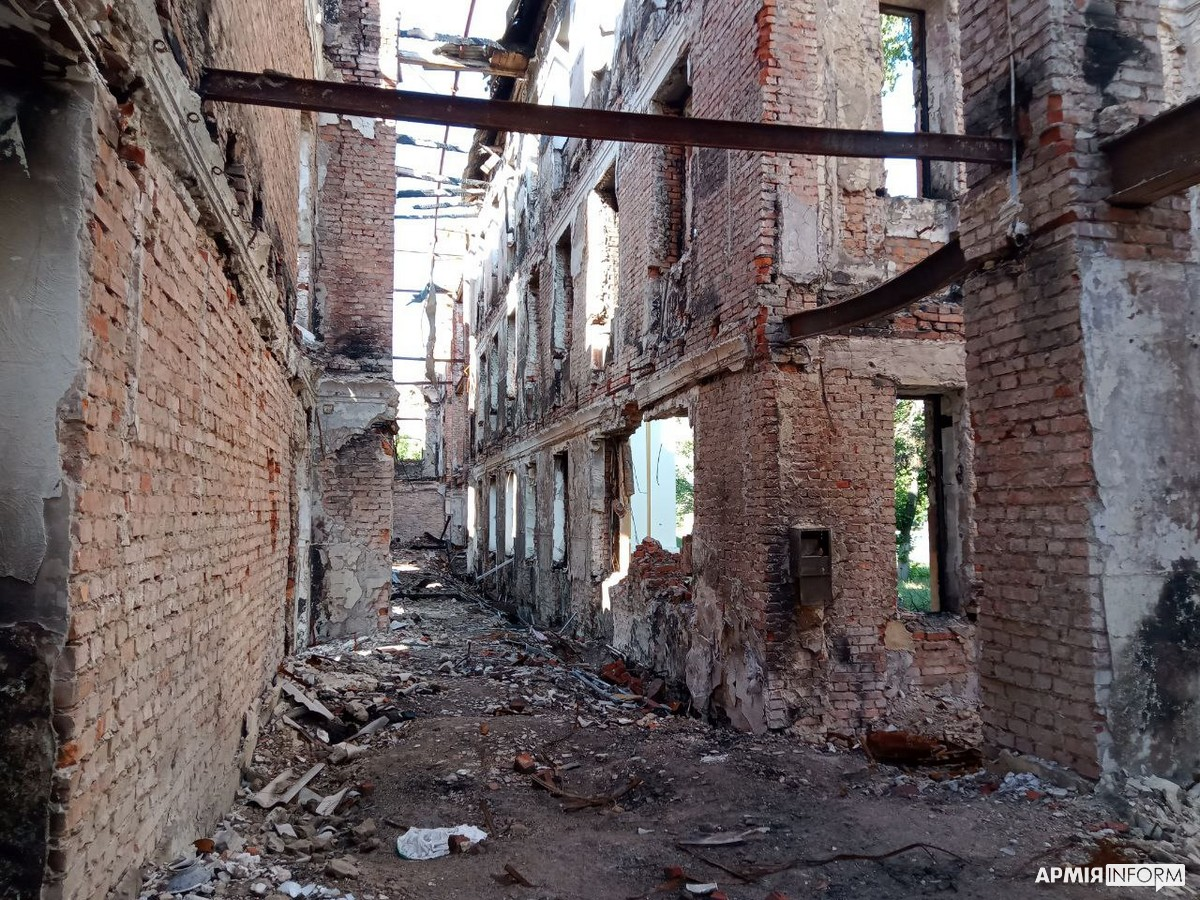
Руїни школи № 134

27 лютого до міста на бронеавтомобілях «Тигр» прорвалися російські спецпризначенці, які мали взяти під контроль основні транспортні розв'язки й закріпитися до підходу основних сил. Одна з їхніх груп була зупинена, після чого захопила школу № 134. Почався бій, під час якого, за словами українських військовослужбовців, кілька російських спецпризначенців здалися, а решта після кількох спроб штурму була знищена разом із будівлею пострілами з танку. Після цього російська армія вже не заходила в місто.
28 лютого українські військові знищили російських окупантів та їхню техніку під час оборони Харкова. Втрати ворога — 15 вбитих, 4 полонених. В пообідню пору Харків зазнав масованого удару «Градами» — десятки загиблих і сотні поранених; серед загиблих — 3 дітей.

### Березень

#### 1 березня

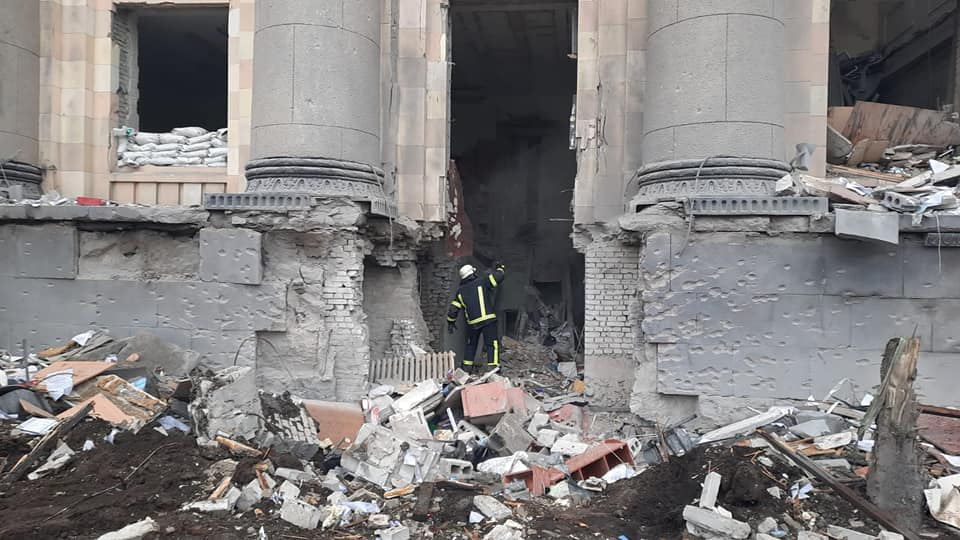
Харківська ОДА після обстрілу

1 березня росіяни завдали ракетного удару по Майдану Свободи. Постраждало 6 людей,. Була частково зруйнована будівля облдержадміністрації. З-під завалів врятували шестеро осіб, поранення отримали близько 20, загинули 29. Постраждали й сусідні будівлі, в тому числі консульство Словенії та Державний інститут з проектування підприємств коксохімічної промисловості.
Стріляли з російського Бєлгорода, з стратегічного бомбардувальника-ракетоносця Ту-22, який випустив по Харкову 16 ракет класу «повітря-поверхня».
Близько 13:20 нанесено ще один авіаудар; по проспекту Новобаварський, 95 частково зруйновано 5-поверховий житловий будинок, є жертви та багато травмованих — загинули 8 людей, 8 травмовані. Ворожий літак збито. Майдан Свободи також зазнав серйозних пошкоджень.
Неповний механізований батальйон ЗСУ розгромив 1-у БТГР 200-ї бригади ЗС РФ, яку очолював особисто комбриг полковник Денис Курило. Знищено та захоплено 30 одиниць техніки. На цьому місці розрахунок українського ПТРК Джавелін знищив російську САУ 2С3 Акація.
Перед опівніччю агресор наніс удар по танковому училищу.
15:55 — було збито ворожий літак, що бомбардував місто. Він упав у районі ринку «Лоск». О 18:50 у бою під Харковом загинув колишній біатлоніст Євген Малишев, який обороняв рідне місто.
О 16:15 ЗС РФ завдали ракетного удару по місту. Постраждали міська лікарня, завод і п'ятиповерхова будівля. Загинуло 8 осіб, 6 постраждало, 38 врятовано. Снаряд впав у житловому кварталі на проспекті Гагаріна.
Зі слів Юрія Бутусова українські бійці на БМП-2 із одним Джавеліном захопили 6 нових російських танків Т-80БВМ зі складу 200-ї мотострілецької бригади ЗС РФ, якою командує полковник Денис Курило.

#### 2 березня

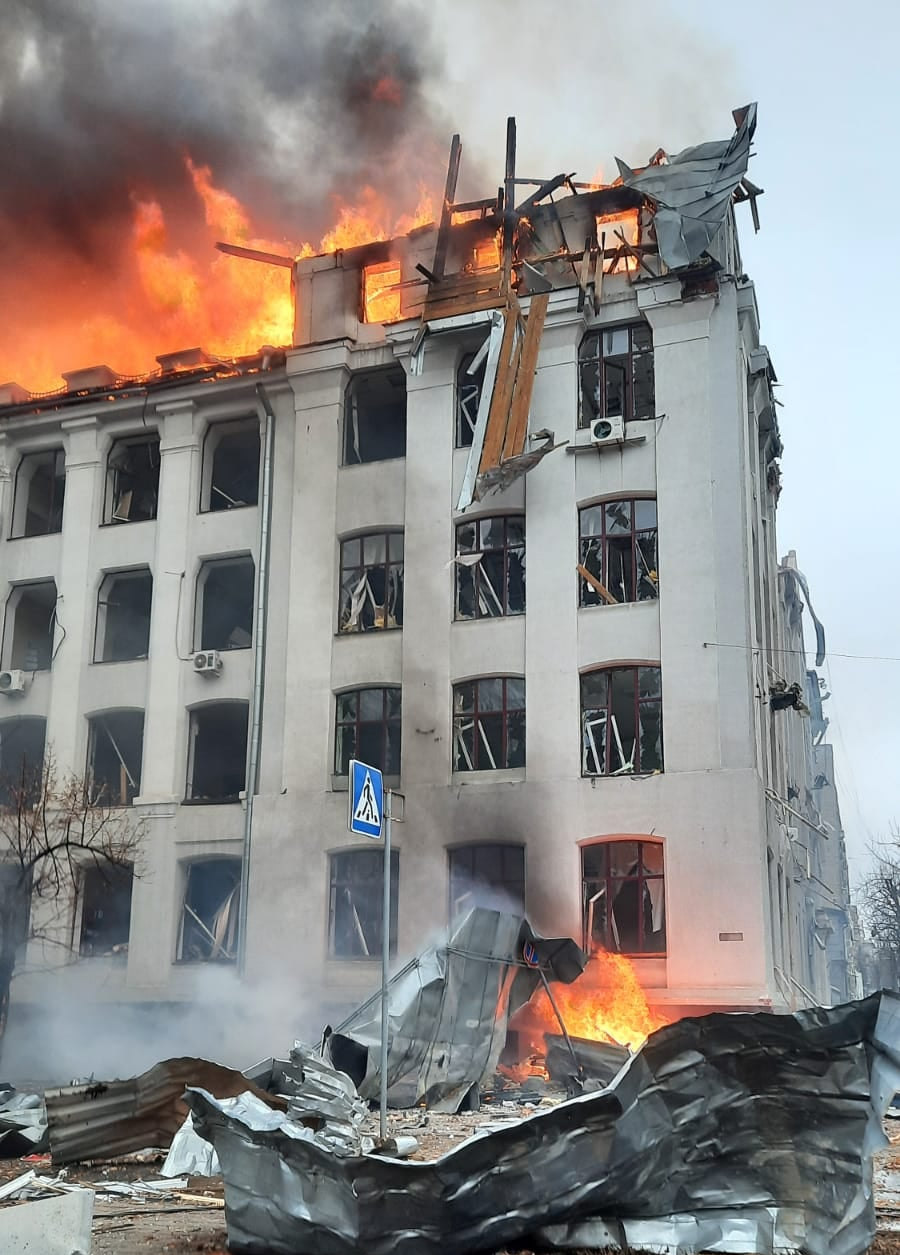
Економічний факультет Харківського університету, 2 березня

О 00:55 окупанти завдали повітряного удару по казармах Харківського національного університету Повітряних Сил ім. І. Кожедуба на вул. Клочківській 228, казарми загорілися.
Вранці 2 березня російські окупаційні війська вдарили по корпусу економічного факультету Харківського національного університету (будівлю зруйновано, на місці масштабна пожежа) і сусідній будівлі обласного управління поліції та СБУ. Загинуло 4 поліціянтів. Одна крилата ракета влучила у будівлю міської ради. Ракетним ударом був частково зруйнований і сусідній Палац праці. При цьому постраждала розташована неподалік наукова бібліотека університету імені Каразіна.
Російський снаряд влучив в Успенський собор, де укривалися від ворога люди; пошкоджені обстрілами Антоніївська церква та церква Жон Мироносиць. Також окупанти завдали ракетного удару по дитячому майданчику.
Авіаобстріли Салтівського жилого масиву

#### 3 березня
Під Харковом ЗСУ розгромили та взяли в полон підрозділи російських танкових Таманської і Кантемирівської дивізій. Російські окупаційні сили бомбардували Яковлівку; шонайменше троє людей загинуло, 8 було поранено Близько 15:40 російські окупанти здійснили масовану атаку на житлові масиви Харкова. Найбільше постраждав мікрорайон Північна Салтівка — загалом горіло біля 40 багатоквартирних будинків. Увечері ситуація в місті лишалася напруженою, стався сильний удар по Салтівському депо, де знаходяться трамваї та автобуси.

#### 4 березня

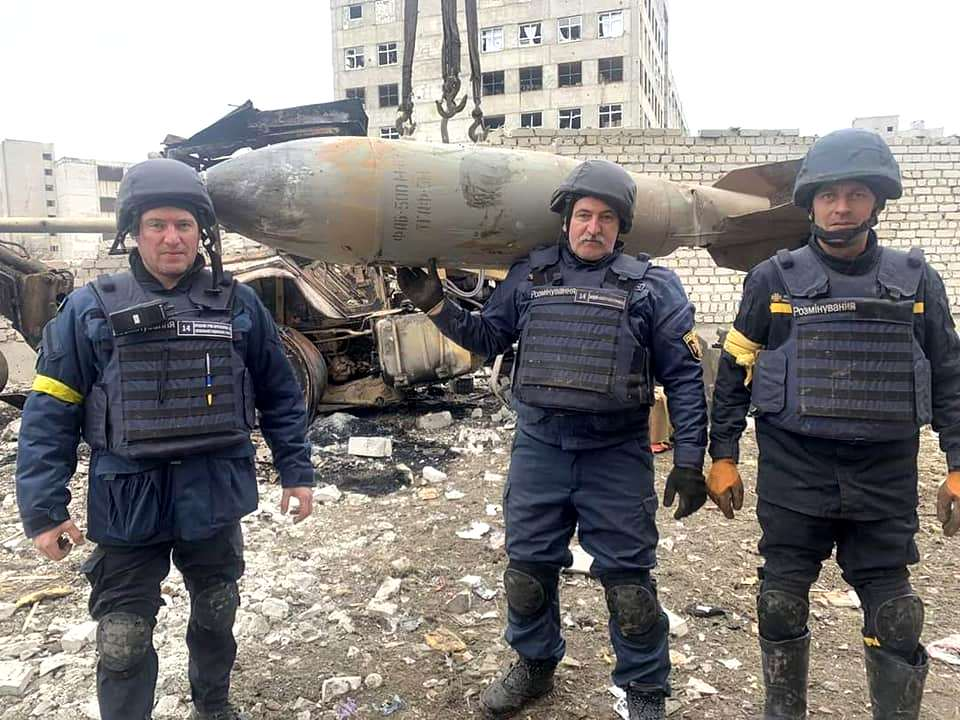
Авіабомба ФАБ-500, вивезена в ході розмінування

Цього дня обстріли продовжилися, зокрема, окупанти обстрілювали спальні райони, ведучи прицільний вогонь по житлових будинках. Ракетні удари було також нанесено по будівлі ОДА, Успенському собору та університету Каразіна[уточнити].

#### 5 березня
Під Харковом підрозділи ЗСУ перейшли в контрнаступ — «ЛДНР»-сили відступили на окуповані території. Після їх відходу конфісковано 3 реактивні системи залпового вогню БМ-21 «Град» та дві 152-мм самохідні артустановки «Акація». Незважаючи на це обстріли спальних районів міста продовжуються.

#### 6 березня
Російсько-терористичні війська обстріляли з РСЗВ «Град» територію Харківського фізико-технічного інституту. В масиві Павлове Поле партизани ліквідували російський розвідувальний конвой.
Близько 18:15 в районі ХАЗ підрозділом Національної гвардії України із зенітно-ракетного комплексу був збитий винищувач-бомбардувальник ЗС Росії Су-34. Літак упав у районі Кулиничів. Цього дня знищено два літака, колону техніки ЗС Росії.
Російський ракетний удар знищив почесне консульство Албанії, що на селищі Жуковського. Співробітники перебували в безпечному місці й не постраждали. МЗС країни засудило напад. Того ж дня було обстріляне й зазнало значних пошкоджень почесне консульство Азербайджана. Співробітники були заздалегідь евакуйовані. Азербайджанські дипломати зажадали від Росії пояснень. Крім того, був нанесений удар по будівлі Харківського апеляційного суду — пам'ятці 1902 року.

#### 7 березня
Продовжилися обстріли спальних районів. Харківський бронетанковий завод обстріляли з авіації та з російської реактивної системи залпового вогню (РСЗВ). Внаслідок обстрілу російськими військовими зазнав пошкодження будинок «Слово».

#### 8 березня
Обстріли спальних районів Харкова продовжилися, у Чугуївському районі Харківщини росіяни на трьох гелікоптерах висадили десантно-штурмову групу зі 120 осіб та планували рушити до Харкова. Більшу частину десанту знищили прямо на місці, решта втекла на територію Бєлгородської області Росії. Харків повністю контролюється ЗСУ. В місті немає ворожих військ та розвідувально-диверсійних груп. З окремими диверсантами швидко розправляються. Увечері внаслідок російського авіаудару по Чугуєву загинули двоє людей (зокрема дитина), одну вдалося врятувати.

#### 9 березня

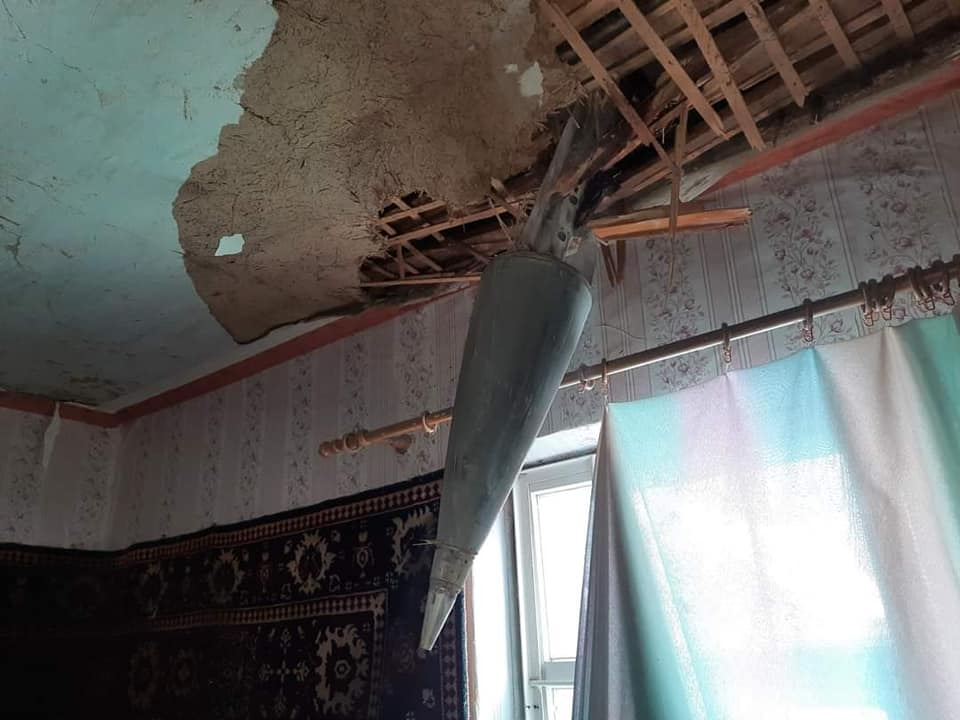
Ракета в стелі квартири

Війська РФ продовжують активний обстріл Харкова.
Бойове застосування українського ПТРК Стугна-П під Харковом: знищено і захоплено колону з 5 танків Т-80У зі складу 4-ї Кантемирівської танкової дивізії, 1 САУ Мста-С, дві БМП-2, 7 вантажних автомобілів.
Збройні сили України пішли у контрнаступ та вибили російських окупантів із району біля міста Дергачі, що на Харківщині. Окупаційні війська РФ зірвали евакуацію мирних мешканців Ізюма. На селищі Жуковського, що на півночі міста, ворог обстріляв ринок у його час пік(двоє загинуло, кількість поранених невідома).

#### 10 березня
Обстріли Харкова продовжилися, масовані обстріли Салтівки, про наземні атаки на місто не повідомлялось. Російська авіація атакувала касетними бомбами селище Селекційне у Харківській області.
О 20:30 російські окупанти нанесли авіаудар по Харківському фізико-технічному Інституту, розташованому в П'ятихатках.
Заява на сторінці Харківського національного університету імені Каразіна: «З понеділка, 14 березня 2022 року, університет призупиняє діяльність на два тижні, перш за все, освітнього процесу.».

#### 11 березня
Обстріли Харкова продовжилися. Організація Об'єднаних Націй заявила, що отримала докази використання Росією касетних боєприпасів у Вугледарі та Харкові. Сили спеціальних операцій ЗСУ в Чугуївському районі знищили колону військової техніки окупанта. За інформацією Штабу оборони, серед знищеної техніки окупанта — танки, бойові машини та паливозаправники. Російські окупаційні війська обстріляли будівлю спортивного комплексу «Акварена», поруч з яким немає жодного військового об'єкта.

#### 12 березня
Руйнування росіянами Харкова та інших міст України тривало. Російські окупанти за минулу добу здійснили 84 мінометних та артилерійських обстрілів по районах Харкова, Чугуївському району, Ізюмщині та Дергачам. Рятівники розбирають завали на вулиці Холодногірській — там ворожа ракета влучила у п'ятиповерховий будинок. Пошкоджено театр опери та балету. Вночі на 12 березня пошкоджено церкву цариці Тамари.
Українські військовослужбовці збили російський винищувач над Ізюмом Харківської області. Ворожому екіпажу вдалося перетнути державний кордон, літак упав у Білгородській області РФ. Ракета, випущена з переносного зенітно-ракетного комплексу Stinger, вразила російський літак близько 12:00. На Харківщині ЗСУ захопили російський модуль розвідки та управління на гусеничному шасі 9С932-1 зі складу системи управління військами у тактичній ланці «Барнаул-Т». Прикордонники з бійцями Збройних сил України зупинили ворожу колону в Харківській області.

#### 13 березня
Артилерійські обстріли Харкова продовжилися. Російські окупанти скинули авіабомби на місто Дергачі під Харковом. На Харківському напрямку ЗСУ завдавали ударів по російських військових. Зокрема, знищено дволанковий усюдихід на гусеничному ходу ДТ-30 «Витязь».
Обстрілами пошкоджено наукову бібліотеку імені Короленка.

#### 14 березня

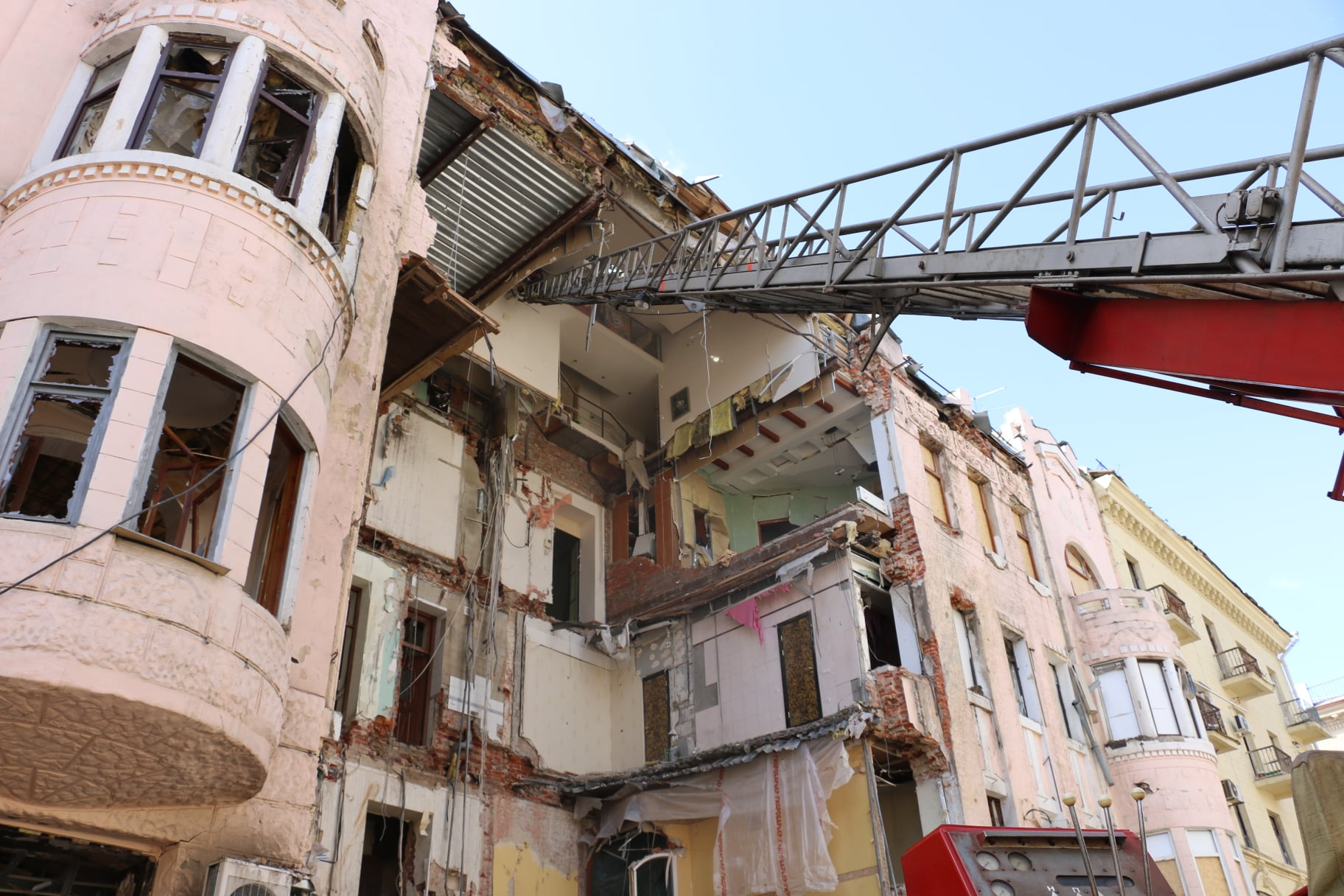
Зруйнований прибутковий будинок Масловського

14 березня окупаційні війська РФ наносили удари по житлових масивах Харкова, в тому числі ракетними комплексами «Іскандер». За інформацією Штабу оборони, атакували із території Росії. Зруйнована пам'ятка архітектури модерну 1911 року — прибутковий будинок Масловського на вулиці Свободи, 8.
Станом на 14 березня у Харкові, за даними міськради, через постійні обстріли російськими загарбниками було зруйновано близько 600 житлових будинків. Також у Харкові розбомбили 50 шкіл та низку медичних установ, включно із пологовими будинками.
Російські загарбники продовжують нанесення ракетно-бомбових ударів, знищуючи об'єкти військової та цивільної інфраструктури України, та роблять спроби оволодіти населеними пунктами в районі міста Ізюм. ЗС України змогли перейти у контрнаступ проти російських окупантів на сході Харківської області.

#### 15 березня
Бійці ЗСУ відбили чергову спробу росіян пробитися з боями до Харкова.
У першій половині дня ЗСУ завдали поразки противнику в Руських Тишках під Харковом.
Бій тривав близько години, українські бійці змусили ворога повернутись на вихідні позиції. Після обіду росіяни намагалися штурмувати Харків із П'ятихаток. ЗСУ завдали окупантам суттєвих втрат і вибили ворога з вихідних позицій. Артилерійські обстріли Харкова продовжилися. Особливо сильно постраждали райони біля кільцевої.
Поблизу Харкова засоби протиповітряної оборони ЗСУ збили російський всепогодний двомісний винищувач-бомбардувальник Су-34.

#### 16 березня
Українська артилерія поблизу Харкова знищила батальйонно-тактичну групу армії РФ, серед якої танки Т72, БТР, БМП3, вантажівки із боєкомплектами та паливом.
Відповідно до даних української розвідки, у 2-й окремій бригаді спецназу ЗС РФ (Псков) в результаті боїв на харківському напрямку вже понад 30 загиблих, 26 поранених, понад 50 зниклих безвісті, 7 здалися в полон. Командир цієї бригади ЗС РФ полковник Бушуєв вступив у конфлікт з командуванням 20-ї армії та Західного Військового округу та відмовився направляти підлеглих до зони бойових дій. У зв'язку з чим був усунений від виконання обов'язків.
В Ізюмському районі підрозділи протиповітряної оборони ЗСУ збили два літаки і гелікоптер противника.
16 березня внаслідок обстрілу російськими окупантами ринку на Салтівці в районі станції метро «Героїв Праці» загинуло двоє людей, ще п'ятеро — поранено. Численні пошкодження вікон в житлових будинках та школах.
«Лише за підтвердженими даними, з початку війни у Харкові загарбники цинічно вбили понад 500 мирних мешканців, 88 із них рятувальникам довелося діставати з-під завалів.» — Головне управління ДСНС України у Харківській області
.

#### 17 березня

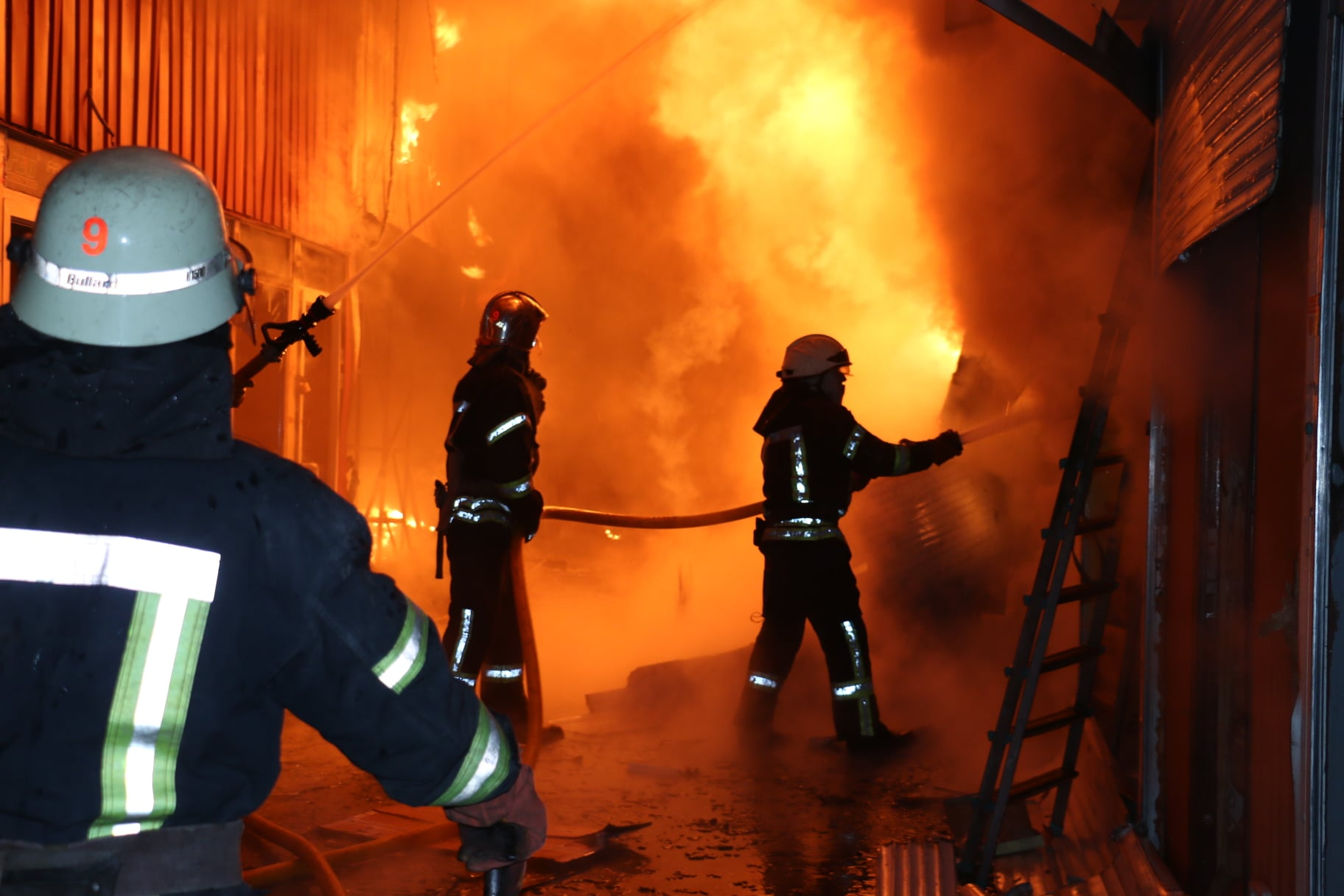
Гасіння пожежі на ринку «Барабашово» 17 березня

Близько 3:30 ранку військовослужбовці РФ обстріляли місто Мерефа Харківського району, зруйнувавши школу та будинок культури. Загинула 21 особа, поранено 25, 10 з яких знаходяться у важкому стані.
Колони техніки нового 437-го навчального полку та батальйонно-тактична група 26-го танкового полку 47-ї танкової дивізії ЗС РФ рухалися в напрямку Кам'янки Харківської області. Противника було зупинено ЗСУ. Українські захисники завдали значних втрат 252-му мотострілецькому полку Західного військового округу в районі Харкова та Ізюма. Росіянами було втрачено до 30 % особового складу, озброєння і військової техніки.
У Харкові продовжують бомбардувати житлові квартали. Російські окупаційні війська обстріляли з систем залпового вогню «Град» ринок «Барабашово» — один із найбільших ринків у Східній Європі, що спричинило пожежі в різних його місцях. Під час гасіння вогню нападники обстріляли ринок удруге, вбивши одного пожежника і травмувавши ще одного. Вогонь охопив майже весь ринок і перекинувся на сусідні приватні будинки.

#### 18 березня
На Харківщині складною залишається ситуація в Ізюмському районі, Балаклії, Липцях, Циркунах, Куп'янську та Вовчанську. У ніч проти 18 березня у Харкові обстрілів не зафіксовано. Це перша тиха ніч з початку війни, проте вранці обстріли військами РФ відновилися. Пожежу на ринку «Барабашово» вдалося локалізувати.
При російському обстрілі Північної Салтівки загинув 96-річний Борис Романченко, який пережив 4 нацистські концтабори й працював над збереженням пам'яті про злочини нацизму.

#### 19 березня
Артилерійські обстріли Харкова продовжуються. ЗСУ тримали позиції оборони, по деяких напрямках перейшли до контратаки, на дальніх підходах до Харкова розбивають ворожі колони. В колишньому Дергачівському районі мобільний підрозділ Нацгардії вступив у бій із окупантами. У результаті українські військові знищили велику кількість живої сили та техніки російського противника. Російські окупанти намагалися прорватися у напрямку Ізюма на Харківщині. Однак штурмові підрозділи ворога не змогли пробити оборону українських захисників і фактично були знищені.

#### 20 березня
Найбільше окупанти обстрілювали Салтівку , селище Жуковського та ХТЗ у Харкові, а також Циркуни та Дергачі у Харківській області.
Артилерія 81 окремої аеромобільної бригади Десантно-штурмових військ ЗСУ знищила російську військову техніку.
Відео удару розмістили на сторінці Командування Десантно-штурмових військ Збройних Сил України у Facebook. За словами начальника відділу міської ради Ізюма Максима Стрельника, знищення російської техніки, яке показане на відео, відбулося в Ізюмському лісгоспі. Військовим вдалося знищити до 15 одиниць техніки РФ.
За словами Синєгубова, ворожі війська намагалися активізуватися по напрямку Дергачів та Ізюму, але були розбиті ЗСУ.
Російські військові захопили в полон гуманітарну колону, яка рухалась у напрямку до Вовчанську у Харківській області. В складі колони так само були й швидкі, автобуси для евакуації й дві фури по 20 тонн з гуманітарним вантажем.

#### 21 березня
21 березня противник 84 рази обстріляв Харків. Росіяни задіяли ствольну артилерію, реактивні системи залпового вогню, танки та міномети. Під вогнем знову опинилися практично всі райони міста: Північна Салтівка, ХТЗ, Велика Данилівка, селище Жуковського, Олексіївка, Холодна Гора.
На Слобожанському напрямку ворог не веде активних наступальних дій, але наявними силами намагається блокувати місто Харків. Також здійснює вогневий вплив по оборонних рубежах та цивільній інфраструктурі українських міст Харкова та Чугуєва. Крім того, окупанти продовжують докладати значних зусиль для встановлення контролю над містом Ізюм, у районі проводиться розосередження військ. Ворог намагається посилити угруповання та облаштовує смугу опорних пунктів.
Мобільні підрозділи ЗСУ під Чугуєвим збили винищувач російського супротивника. В Харківському районі на тимчасово окупованій росіянами території мобільна група сил спеціальних операцій ЗСУ збила два російські безпілотні апарати Орлан.
Після артобстрілу Ізюма російськими окупантами бійці ЗСУ знайшли залишки їхньої бронетехніки — понад 20 одиниць цілої і розбитої техніки, серед яких десять КАМАЗів, три БМД-3, чотири БМП, два плавучих бронетранспортери, командно-штабний БТР і танк.

#### 22 березня
Артилерійські обстріли Харкова продовжуються.
Окупанти атакували місто Лозова, що на Харківщині. Завдають авіадуарів по приватному сектору та залізниці, де біженці чекають відправлення на Львів та Полтаву.
22 березня українські артилеристи під Харковом знищили батарею артилерійських установок 2С3 «Акація». Крилату ракету РФ збили близько 5:00 в районі Нової Водолаги. Російський безпілотник збили вранці в небі над Чугуєвом.

#### 23 березня
У південно-східному регіоні Харківщини вранці зенітні ракетні комплекси Повітряних сил ЗСУ знищили 2 ворожі літаки. Найбільше від окупантів на Харківщині страждає місто Ізюм, а райони Харкова — Північна Салтівка і селище Жуковського, П'ятихатки перебувають під постійними обстрілами. 23 березня близько 20:00 у Харківській області було збито ворожу крилату ракету.
Стало відомо про обстріл Меморіала жертв тоталітаризму, в якому застрягли рештки ракет і розбито деякі плити з іменами загиблих. За 28 днів війни російські окупаційні війська зруйнували в Харкові 1143 об'єкти інфраструктури, з них 998 — житлові будинки.

#### 24 березня
Обстріли міста не припиняються. В районі вулиці Академіка Павлова росіяни зі зброї дальньої дії обстріляли пункт «Нової пошти», біля якого харків'яни отримували гуманітарну допомогу. За попередніми даними, загинули 6 мирних жителів, ще 15 — поранені, їх госпіталізували. За словами, саперів це були ракети системи «Ураган» з касетними елементами, які несуть сотні уламків.
Протиповітряна оборона збила ворожий літак Су-34 та безпілотник на Харківському напрямку. На Слобожанському напрямку противник здійснював блокування Сум та Харкова. Завдавав ударів по цивільній інфраструктурі, намагався поновити наступ в районі Ізюма, ними було втрачено понад 50 % особового складу.

#### 25 березня
За ніч окупанти 54 рази обстріляли Харків. Були артилерійські обстріли, мінометні, танкові, із систем реактивного вогню. Про це розповів Синєгубов. Росіяни обстріляли термінал аеропорту та супермаркет. Загинули 6 людей, понад 17 — зазнали поранень.
У Харкові російські окупаційні війська обстріляли поліклініку, де видавали гуманітарну допомогу — голова Харківської ОВА Синєгубов. Є жертви: постраждали 7 осіб, з яких 4 — померли
.
У Дергачах окупаційні війська РФ скинули на центр міста бомбу з безпілотника. Внаслідок бомбардування на місці загинула людина. Відомо щонайменше про одного пораненого, було пошкоджено Дергачівський будинок культури, серйозно постраждали будівлі торговельно-офісного центру «Промінь», відділення Укрпошти, приватні будинки, труба теплотраси. Частина міста залишилася без опалення.
Українські військові на Харківщині знищили російській комплекс радіоелектронної боротьби. Разом з комплексом ЗСУ ліквідували близько 50 окупантів, розповів Синєгубов. Також українські військові знищили вертоліт противника, розвідників, зокрема і командира роти окупаційних військ РФ, взяли у полон 17 окупантів, 15 з яких мобілізовані з «ДНР/ЛНР».

#### 26 березня
Під Харковом був збитий російський літак та безпілотник. За даними Державної інспекції ядерного регулювання України, потрапила під обстріли ядерна підкритична установка «Джерело нейтронів», що розташована на базі Харківського фізико-технічного інституту у районі П'ятихаток.
Російським обстрілом пошкоджений меморіал жертв нацизму «Дробицький Яр» біля Харкова.

#### 27 березня
За словами Олега Синєгубова, протягом ночі російські загарбники 15 разів обстріляли Харків зі зброї дальньої дії. Тривали бої в Ізюмському напрямку. Мобільні підрозділи протиповітряної оборони ЗСУ в Ізюмському районі знищили російський винищувач Су-34 (один із найновіших літаків Росії).
За підсумками 27 березня Мала Рогань повністю перебуває під контролем українських військ і очищена від окупантів. Також триває ліквідація залишків російських окупаційних військ у Вільхівці.
Але ворог продовжує здійснювати військові злочини. Авіаударами був атакований Оскіл, що в Ізюмському районі. Ракета потрапила прямо в один з житлових будинків. Загинула сім'я з 4 осіб, чотирирічна дитина поранена — Синєгубов
.
Звільнено від окупантів село Гусарівка в Балаклійському районі. Було знищено приблизно 100 окупантів та 60 одиниць техніки.

#### 28 березня

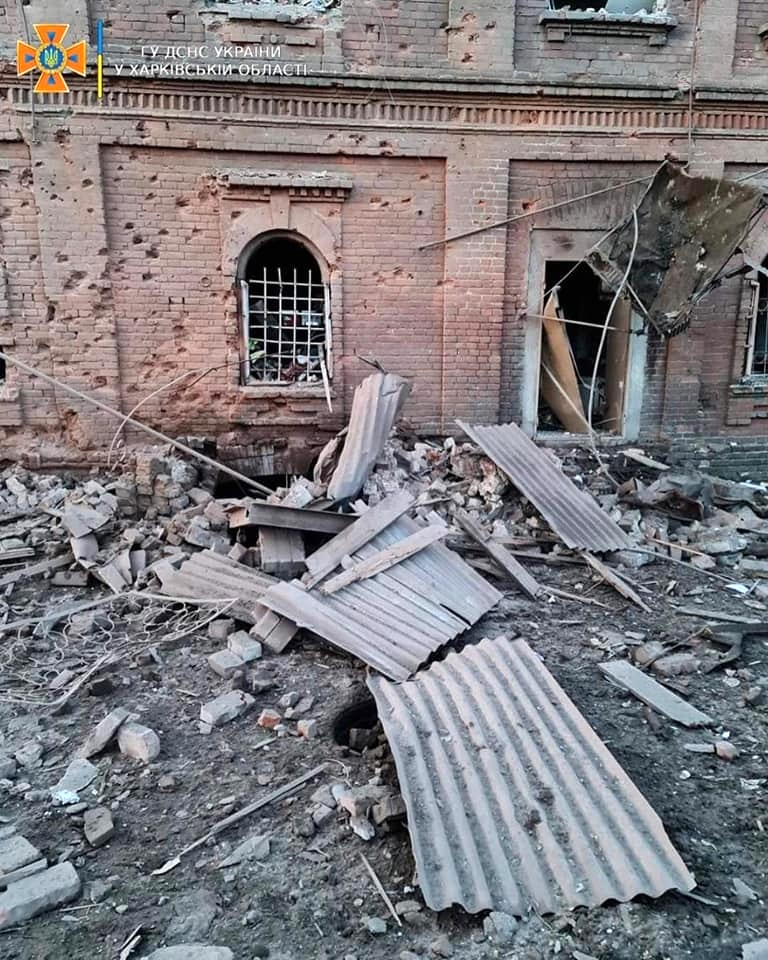
Обстріляна пожежна частина 1887 року на Заїківці

Окупаційні війська РФ обстріляли райони Салтівки, «Нових Будинків», селище Жуковського, П'ятихатки, Олексіївку, «Горизонт», Кулиничі, Чугуїв та Дергачі. Рятувальникам довелося ліквідовувати займання в Чугуївському районі.
За словами голови ОДА, Збройні сили України продовжують тримати позиції. Вони проводять операцію по витісненню ворога з Роганського, Чугуївського, Дергачівського напрямків. Запеклі бої продовжують вести в Ізюмі, ця точка поки залишається критичною. Українські воїни захопили велику кількість російської техніки у Харківській області. Зокрема вони захопили засоби радіоелектронної боротьби — Синєгубов.
Російські снаряди прилетіли на територію Харківського авіаційного інституту. Уламком поранило перехожого.
Стало відомо про пошкодження обстрілами пожежної частини на Заїківці — пам'ятки архітектури 1887 року.

#### 29 березня
За словами Олега Синєгубова, Збройні сили України тримають позиції в Ізюмі та нищать сили ворога; було збито російський літак Су-34 та безпілотник.
По місту Люботин ворог випустив дві крилаті ракети, внаслідок чого одна людина загинула, є постраждалі. Ліквідовували пожежі і в Чугуївському районі.
В Харківській області стрілець-зенітник підрозділу протиповітряної оборони однієї з військових частин Десантно-штурмових військ ЗС України солдат Віталій К. знищив бойовий вертоліт ЗС РФ Ка-52, відомий серед військових як «Алігатор».
«Ворог наростив наявне угруповання введенням окремих підрозділів зі складу 1-ї танкової армії. Саме в боях під Харковом 200-а окрема мотострілецька бригада противника втратила дві батальйонно-тактичні групи і особисто командира бригади полковника Дениса Курила. Втрати однієї 200-ї бригади склали понад 1500 військовослужбовців», — йдеться в повідомленні Генерального штабу Збройних сил України, оприлюдненому 29 березня. Коли саме російські військові зазнали цих втрат — не уточнюють. Обстріли Харкова продовжуються.

#### 30 березня
Бійці 93-ї Окремої механізованої бригади «Холодний Яр» захопили на Харківщині транспортно-заряджальну машину (ТЗМ) зі складу важкої вогнеметної системи ТОС-1А «Солнцепек».
При звільненні села Гусарівка на південний схід від Харкова українські захисники знайшли декілька нових трофеїв. Серед один із найцінніших — радіолокаційний командний пункт протиповітряної оборони, частина якої відома як «Барнаул-Т». Це вже не перший «Барнаул-Т», який потрапляє до українців під час війни. Відомо, що таку командно-штабну машину рашистські війська вже віддавали на озброєння Україні 2 та 12 березня
.
Дві батальйонні тактичні групи 138-ї мотострілецької бригади та зведена батальйонна тактична група 59-го танкового полку ЗС РФ розгромлені під Харковом воїнам 92-ї бригади та добровольчими загонами. Захоплено штаби цих частин, вся штабна документація, карти, списки особового складу, машини управління, повні комплекси зв'язку, ключі, начальник артилерії та начальник зв'язку 59 полку, понад 60 військовослужбовців цих частин здалися в полон.
«Ворог хатично продовжує обстрілювати райони. Випускає снаряди із артилерії, мінометів, реактивної системи залпового вогню, аби дестабілізувати ситуацію, не дозволяючи повернутися до нормального життя. ЗСУ поступово виганяють ворога, зокрема по Дергачівському, Роганському напрямках. Сьогодні зранку, близько 11-ї години, у Харківському районі наші сили повітряної оборони збили російський винищувач. Після цього активність авіації над областю різко зменшилася», — Синєгубов.
За час повномасштабної війни Росії проти України окупанти знищили 1531 об'єкт у Харкові.
Про це повідомив міський голова Харкова. Так, за його даними, станом на 30 березня російські окупанти зруйнували у Харкові: 1292 житлових будинки; 70 шкіл; 54 дитячі садочки; 16 лікарень.
Крім цього, у руїнах перебувають 239 адміністративних будівель.

#### 31 березня

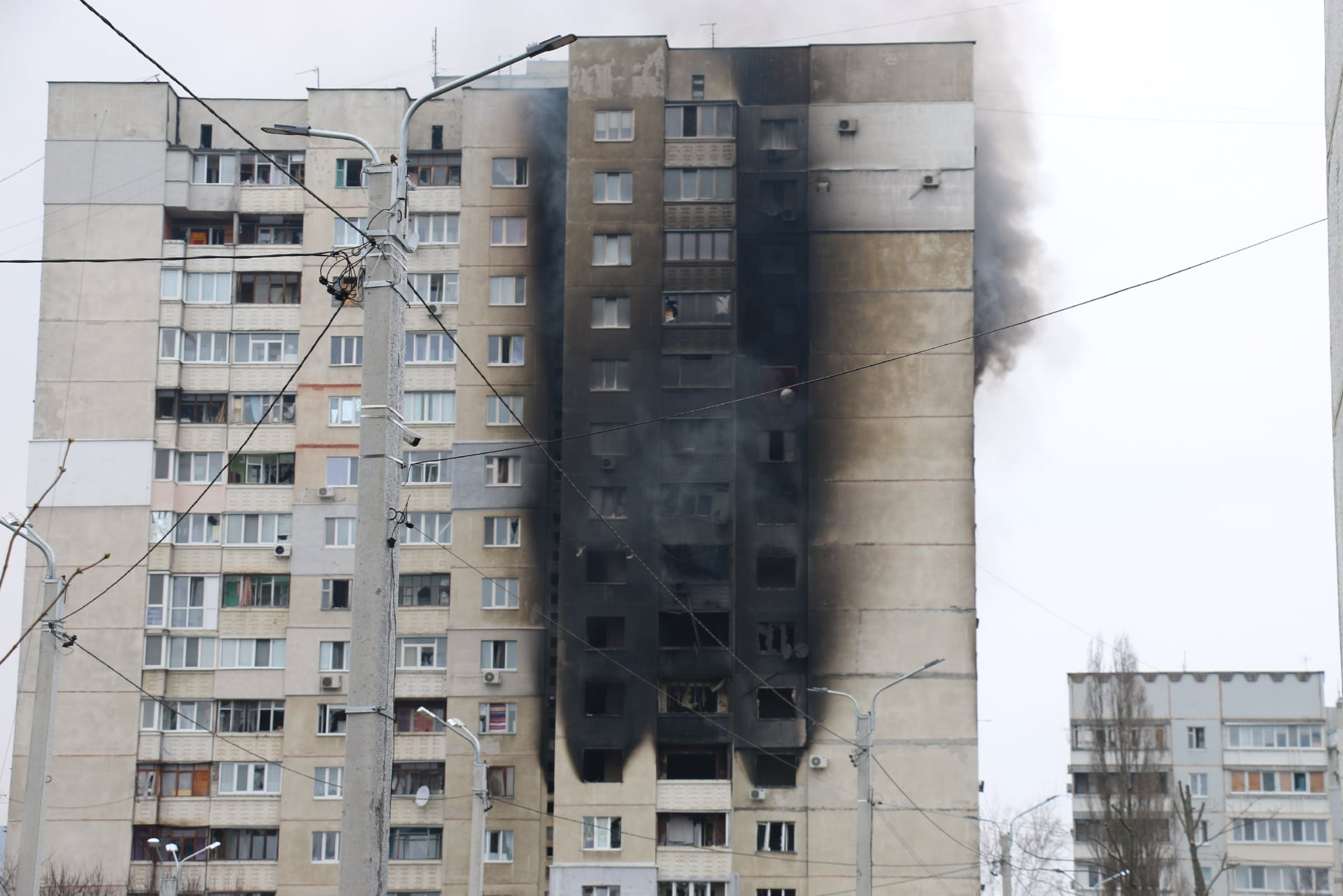
Північна Салтівка після обстрілів 31 березня

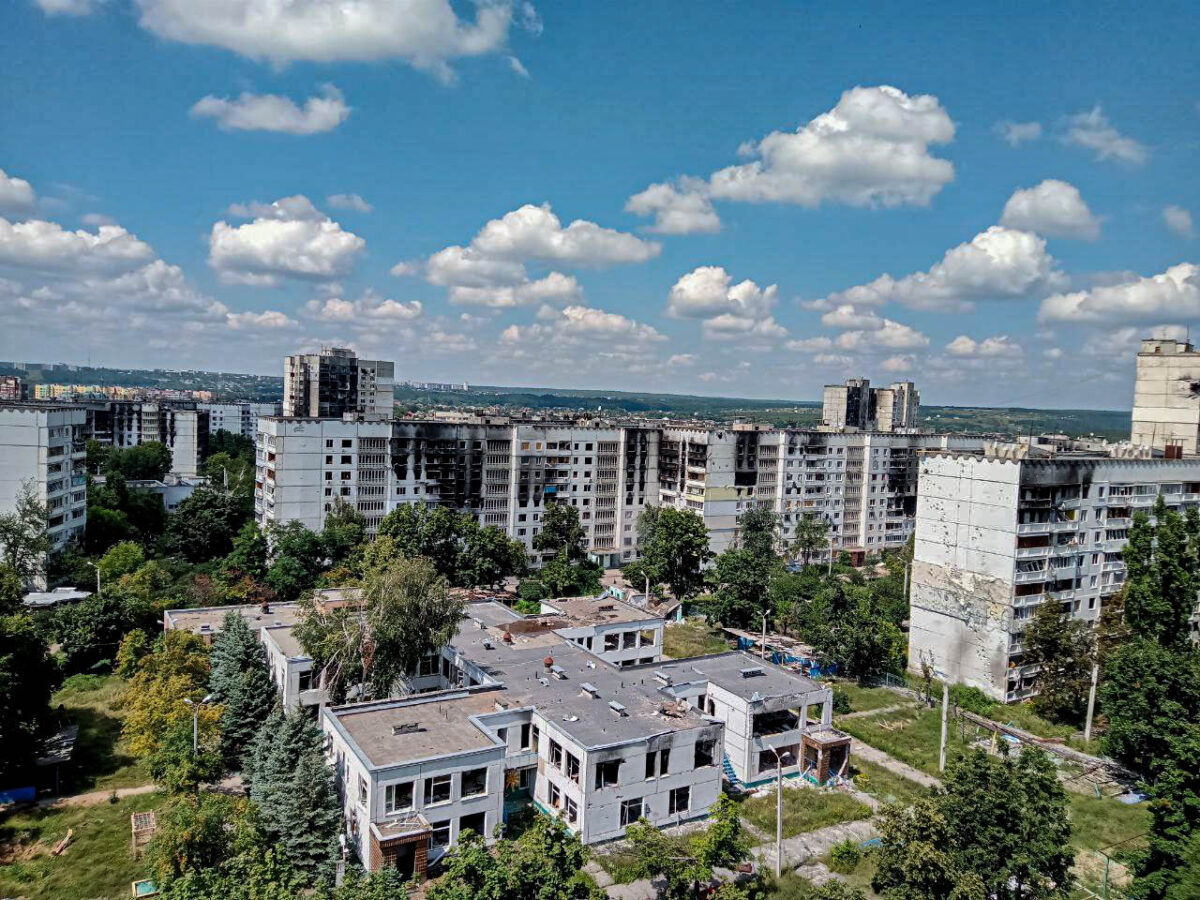
Північна Салтівка після боїв

У Харківській області протягом четверга, 31 березня, Збройні сили України знищили одразу чотири літаки російських окупантів. Доліталися три бомбардувальника ворога та один винищувач.
Непоодинокі повідомлення про пожежі у житловому мікрорайоні на Північній Салтівці. За інформацією рятувальників, внаслідок ворожих обстрілів загорілися близько 10 квартир у п'яти багатоповерхівках.
«Черговим прямим попаданням снаряду в одному з районів Харкова було зруйновано підземний газопровід середнього тиску діаметром 720 мм. Через активні дії агресора без газопостачання залишилося близько 34 тис. споживачів», — кажуть газовики.
Ізюм вже 20 днів фактично у блокаді — росіяни не випускають людей.

### Квітень

#### 1 квітня
За підтвердженнями даними, 1 квітня 2022 року, військовослужбовцями 95 окремої десантно-штурмової бригади ЗСУ було збито два транспортно-бойових вертольоти Мі-8 ЗС російської федерації. Зазначається, що вертольоти були знищені розрахунком вітчизняного переносного противотанкового ракетного комплексу «Корсар».
Обстріли житлових районів міста не припиняються.
Російські окупаційні війська завдали артилерійських ударів по двох промислових підприємствах у Харкові.
1 квітня під ворожим вогнем опинилися виробничі приміщення Турбоатому та Харківського електромеханічного заводу (ХЕМЗ).
Ворог був зупинений на Ізюмщині. Морпіхи з НГУ зупинили танки, грамотно використовуючи міни та РПГ.
Кількісна перевага російських окупантів та віроломство місцевих зрадників привели до встановлення 1 квітня 2022 року тимчасового контролю ворога над Ізюмом.
«З метою нарощування угруповання військ, з населеного пункту Валуйки (Бєлгородська область) у район Піски (Харківська обл.) переміщено підрозділи 106-ї повітряно-десантної дивізії, імовірно, з метою ведення бойових дій на Донецькому напрямку», — Генеральний штаб Збройних сил України.

#### 2 квітня
Вночі окупанти хаотично гатили з артилерії по житлових районах міста. Масштабне загоряння сталося вночі, 2 квітня, в Московському районі Харкова. Там палали гаражі та ангарні приміщення зі складами. На щастя, пожежу на площі близько 2 тисяч квадратних метрів загасили за сім годин.
По місту Лозова окупанти знову нанесли ракетний удар. Як повідомляє очільник громади, внаслідок обстрілу постраждало четверо людей, у них поранення середньої важкості. Місцеві жителі Ізюмського району пригостили росіян 3-ї мотострілецької дивізії отруєними пиріжками. Двоє окупантів загинули, 28 потрапили до реанімації. У ГУР зазначили, що ще близько 500 військовослужбовців 3-ї мотострілецької дивізії РФ знаходяться в лікарнях внаслідок важкого отруєння алкоголем невідомого походження.

#### 3 квітня
Внаслідок обстрілу Слобідського району Харкова у неділю постраждали 23 людини, є загиблі. За словами Синєгубова, у неділю вдень також були обстріли околиць Харкова: Салтівки, П'ятихаток, а також міста Дергачі. Протягом ночі було зафіксовано близько 50 обстрілів.
Місто Ізюм на Харківщині зазнало інтенсивних ворожих обстрілів від 6 березня, і в місті в результаті ракетних ударів і бомбардувань знищено майже 80 % житлової забудови.
Сили протиповітряної оборони збили поблизу Ізюма, що на Харківщині, російський бомбардувальник Су-34. Пілота взято в полон, спроби росіян евакуювати його гелікоптерами провалилися. До речі, вартість літака Су-34 оцінюють приблизно у 36 мільйонів доларів.
Внаслідок підриву на Харківщині російськими військовими одного із затворів дамби Оскільського водосховища підтопило Святогірську лавру.

#### 4 квітня
У районі Барвінкового на Харківщині ворог проводить розвідку. Також він намагається відновити міст через Сіверський Донець в районі Ізюма.
Противник налагоджує маршрути логістичного забезпечення угруповання військ, створює запаси боєприпасів, ракет та паливно-мастильних матеріалів. Російські окупаційні війська в Україні готують новий наступ — хочуть оточити українські сили ООС та захопити Харків. З цією метою «противник налагоджує маршрути логістичного забезпечення угруповання військ, створює запаси боєприпасів, ракет та паливно-мастильних матеріалів». Про це повідомив представник міністерства оборони України Олександр Мотузяник.
Міноборони заявило, що росіяни спробують захопити Харків. Голова Харківської ОВА Олег Синєгубов каже, поки вони до міста підступитися не можуть, а основні бої ведуться біля Ізюма — звідти росіяни хочуть просунутися на Донбас.
Жителів тимчасово окупованого Ізюма примусово вивозять до РФ.
Російські війська обстріляли Барвінкове — пошкоджено житлові будинки, легкові автомобілі та сільгосптехніка. Чугуїв — двоє загиблих. У Дергачах російські війська пошкодили храм Різдва Пресвятої Богородиці, у Харкові — депо, а у Золочеві — редакції двох газет.
Всього за даними голови харківської ОВА Олега Синєгубова протягом доби 4 квітня окупанти завдали 54 удари з різних видів зброї дальньої дії по місту та області: артилерійські удари, мінометні і танкові обстріли, обстріли з РСЗВ. Постраждали райони Салтівки, П'ятихатки, Олексіївки, Холодної Гори, Дергачі, Барвінкове, Чугуїв. Серед мирного населення є постраждалі внаслідок денних обстрілів у Харкові та Чугуєві. У Харкові та районі — 4 загиблих, 3 людей госпіталізовані. У Чугуївському районі — 2 загиблих, 5 осіб поранені.
Також голова ОВА зазначив, що жителям Барвінкового та Лозової рекомендовано виїздити.

#### 5 квітня
Російські окупанти продовжують обстрілювати Харківщину. За останню добу було зафіксовано 45 обстрілів із різних видів озброєння. Зокрема, було зафіксовано артилерійські удари, мінометні та танкові обстріли, обстріли з РСЗВ. Постраждали райони Салтівки, П'ятихатки, Олексіївки, Холодної Гори, Дергачі, Барвінкового, Чугуїв.
Про це заявив голова Харківської ОВ Олег Синєгубов
.
Протитанковий підрозділ 95 окремої десантно-штурмової бригади ЗСУ знищив розвідувально-ударний вертоліт ЗС РФ Ка-52 «Алігатор» за допомогою ПТРК «Стугна-П».
Поблизу Ізюма ЗСУ знищили російські танки, що прорвалися в Барвінкове.

#### 6 квітня
Вночі з 5 на 6 квітня російські окупанти завдали близько 27 ударів із різних видів зброї по житлових кварталах Харкова та населених пунктах області. Постраждали райони ХТЗ, Північної Салтівки, П'ятихаток, Малої Рогані, Дергачів.
Найгарячішою точкою залишався Ізюм. Вночі було знищено російський вертоліт Ка-52. Також знищено колону ворожої техніки, танків, які намагалися прорватися в напрямку Барвінкового.
У районі Ізюму продовжуються евакуаційні заходи.
«За даними слідства, 6 квітня 2022 року військовослужбовці ЗС РФ здійснили артилерійський обстріл житлових будинків у м. Балаклія… Внаслідок цього житло людей частково зруйновано. Через обстріл загинуло троє людей», — повідомляє пресслужба Харківської облпрокуратури.
ЗСУ продовжують наступальні операції на Роганському та Дергачівському напрямках під Харковом, звільняючи українські території. Про це повідомив голова обласної військової адміністрації Олег Синєгубов.
Всього протягом доби здійснено 48 ударів із РСЗВ, артилерії та мінометів по обласному центру. За даними міського голови, на той час внаслідок дій російської армії знищено чи пошкоджено понад півтори тисячі (1516) будинків.
29 квітня
Силами спецпідрозділу Головного управління розвідки МО України «KRAKEN» було звільнено селище Руська Лозова.

#### 30 квітня

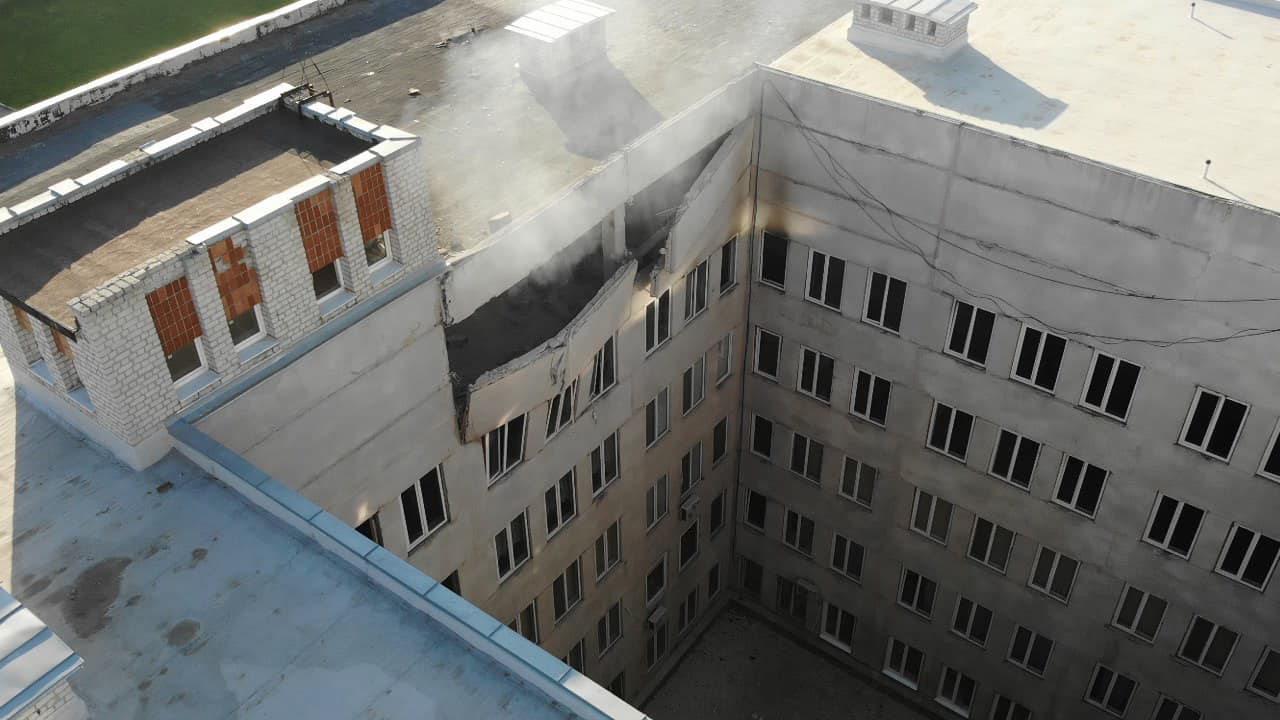
Лікарня після обстрілу 30 квітня

Російські окупаційні війська обстріляли лікарню і будинки в Харкові, щонайменше одну людину було поранено.

### Травень

#### 9 травня
На виїзді з Харкова в напрямку села Циркуни було виявлено залишки трьох тіл розстріляних росіянами українців. Окупаційні війська РФ масово виходили із окупованої Борової та рухалися в бік Куп'янська.

#### 10 травня
У Харківській області внаслідок обстрілів загинула одна людина, 10 було травмовано. За даними влади, це був перший день із 24 лютого, коли по Харкову не було запущено снарядів.

#### 14 травня
В Інституті з вивчення війни (ISW) висловили припущення, що Україна перемогла у битві за Харків. Після того, як в Харкові було тихо протягом двох тижнів, харків'яни почали масово повертатися додому.

#### 26 травня
26 травня російські військові обстріляли околиці та центральні райони міста з реактивної артилерії БМ-30 «Смерч», БМ-27 «Ураган» та артилерійських установок 2С7 «Піон».
Кілька разів був обстріляний з далекобійної артилерії район Павлове Поле. Точно цілили по станції метро «23 Серпня» та зупинці громадського транспорту. Крім того, російські снаряди влучили у дитсадок, в якому знаходився один з районних відділів освіти Харкова, та електропідстанції — частина Павлового Поля залишилася без електрики.
Внаслідок обстрілів поранено 19 осіб, в тому числі 9-річна дитина. Загинуло 9 людей, в тому числі 5-місячна дитина. Це була сім'я, яка знаходилася на вулиці. Батько з немовлям загинули на місці, мати в тяжкому стані була доправлена до лікарні.

### Червень

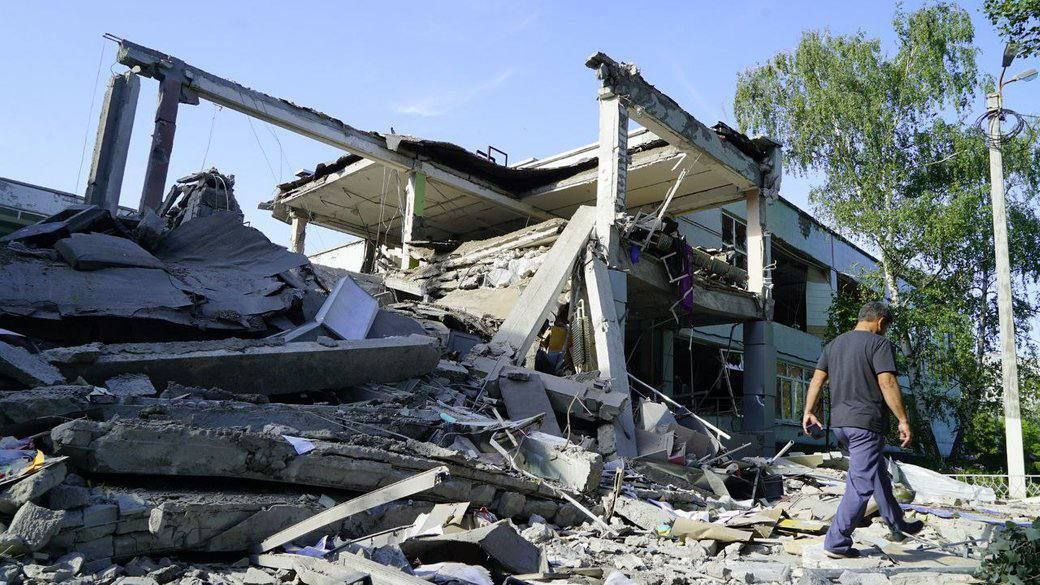
Школа № 17 Харкова після обстрілу 2 червня

2 червня в Київському районі російська ракета зруйнувала школу № 17, у якій був музей російського поета Сергія Єсеніна. Одна людина загинула.
5 червня у Харкові лунали вибухи, було оголошено повітряну тривогу.
8 червня в ночі у Харкові російський снаряд прилетів в супермаркет «Восторг» в Індустріальному районі, жертв серед мирного населення не було.
Вночі проти 9 червня росіяни атакували місто з повітря, троє людей загинуло, п'ятьох було поранено.
Вночі з 12 на 13 червня окупаційні війська РФ обстрілювали житлові квартали Шевченківського району Харкова з РСЗВ «Смерч» та «Ураган», а промислові підприємства зазнали ракетних ударів.

#### 13 червня
Станом на 13 червня, за даними Харківської обладміністрації, в Харківській області загинули 606 мирних мешканців і були поранені 1248.

#### 14 червня
14 червня російські окупанти в Боровій на Харківщині розпустили місцевих поліціянтів, що перейшли на їхній бік.

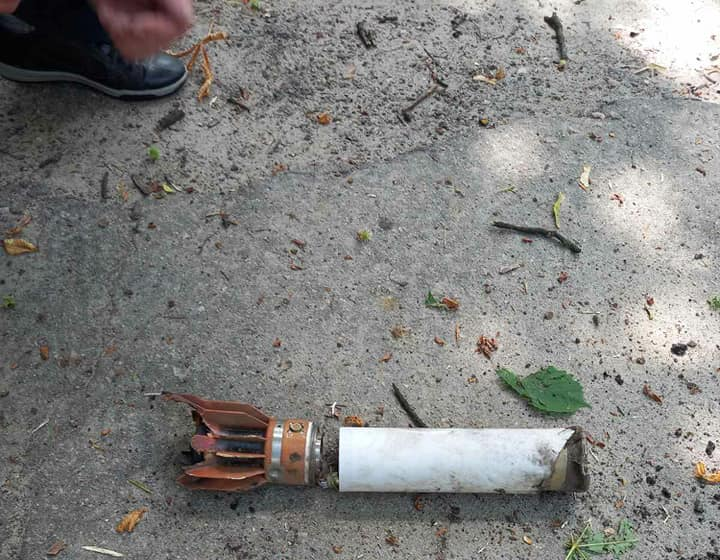
Пастка 9Б899 від балістичних ракет ОТРК «Искандер», знайдена на місті обстрілу Індустріального району Харкова, 18 червня 2022 року

#### 18 червня
Російські військові вдень 18 червня обстріляли Харків. Під удар потрапила промислова зона міста. На місці обстрілу була виявлена хибна пастка (обманна ціль) 9Б899 від балістичної ракети комплексу «Іскандер».

#### 20 червня
Російська ракета, яку окупанти запустили 20 червня по Харкову, поцілила по об'єкту метрополітену, внаслідок чого один співробітник підприємства отримав поранення, також пошкоджені 3 потяги. Того ж дня іншим ракетним ударом був зруйнований житлово-комунальний коледж.

#### 21 червня
21 червня росіяни обстріляли депо харківського метро, одна людина постраждала[уточнити].

#### 22 червня
Протягом доби від ворожих обстрілів Харкова та Харківської області загинули десятеро цивільних.

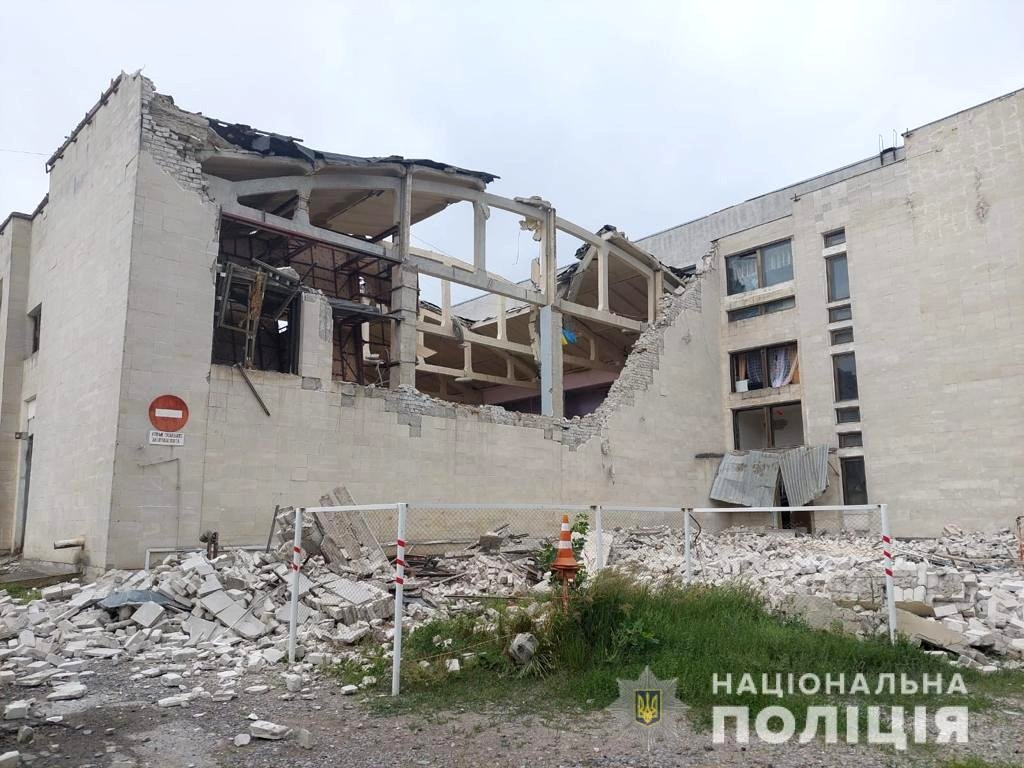
Спорткомплекс Харківського політехнічного інституту після обстрілу 24 червня

#### 24 червня
24 червня російським обстрілом зруйнований спорткомплекс Харківського політехнічного інституту.

#### 25 червня
Внаслідок обстрілів з боку російських окупаційних військ уже вдруге пошкоджено ядерну підкритичну установку «Джерело нейтронів».

#### 26 червня
Будівля Харківської обласної клінічної травматологічної лікарні була пошкоджена рештками реактивного снаряда від РСЗО «Ураган» з касетною бойовою частиною. Це стало принаймні п'ятим обстрілом цього медичного комплексу.

#### 27 червня
27 червня російські військові атакували селище Печеніги на Харківщині, через яке проїжджала евакуаційна колона.

### Липень

#### 4 липня

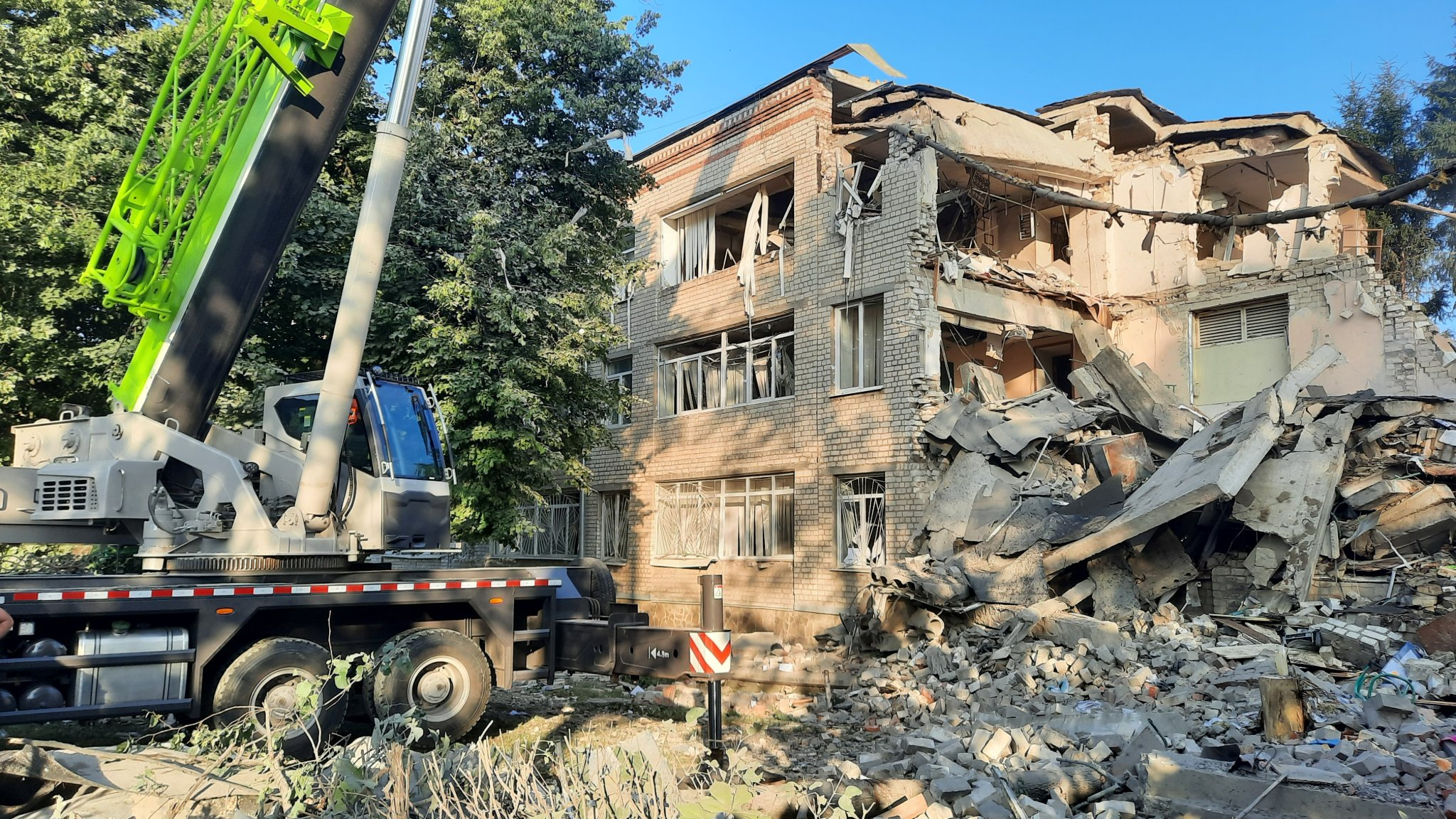
Гімназія після обстрілу 4 липня

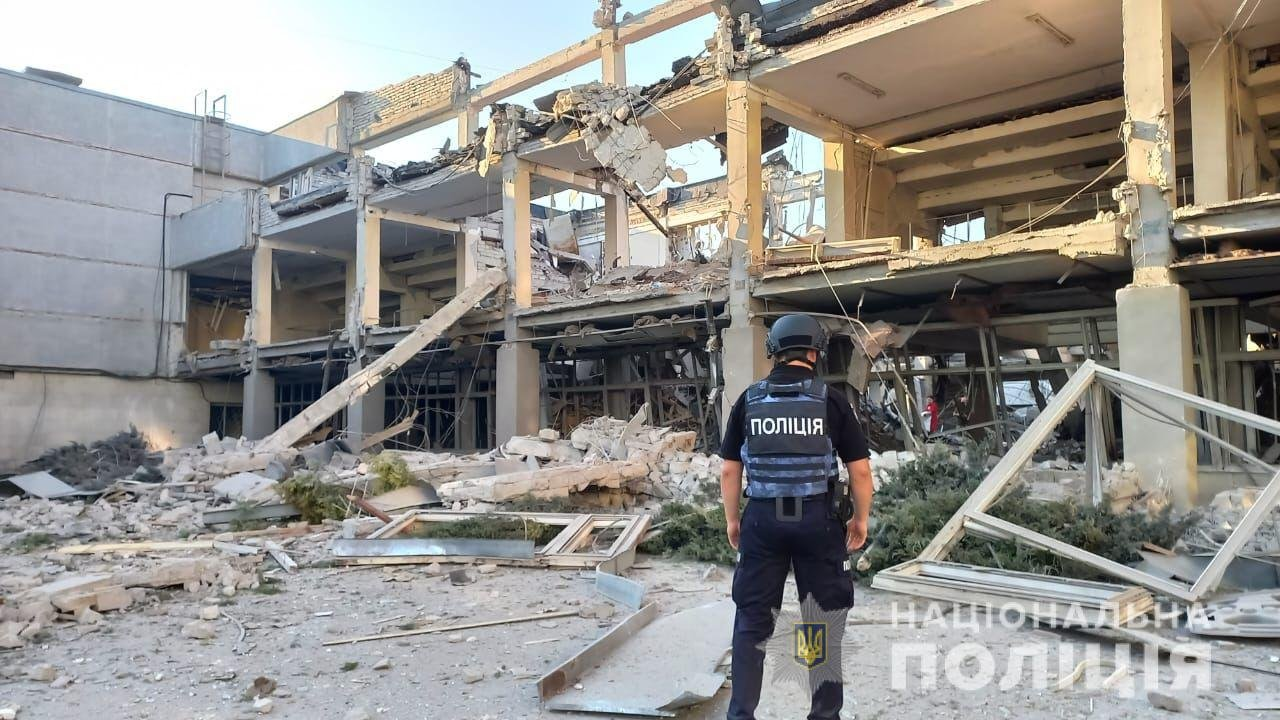
Корпус педагогічного університету після обстрілу 6 липня

Вночі російська армія обстріляла Шевченківський район, зруйнувавши гімназію.

#### 6 липня
Нічні російські обстріли зруйнували один із корпусів Харківського національного педагогічного університету, вбивши сторожа, та садибний будинок 1832 року, архітектурну пам'ятку за адресою Полтавський Шлях, 13/15.
Внаслідок українського удару загорілася російська військова логістична база у селищі Великий Бурлук, що на Харківщині.

#### 7 липня
Увечері росіяни обстріляли місто, загинуло троє, поранено п'ятеро осіб.

#### 9 липня
О 10:00 росіяни обстріляли ракетами центр міста, легкі поранення отримали четверо людей, жертв не було.

#### 10 липня
О 03:30 російські окупанти завдали ракетні удари по школі та житловому будинку, які знаходяться в Основ'янському та Слобідському районах міста Харкова, поранення отримала одна людина, жертв не було. У результаті обстрілу було зруйновано другий та третій поверхи освітнього закладу. У Печенігах в результаті обстрілу одна людина отримала поранення, інша загинула.

#### 11 липня

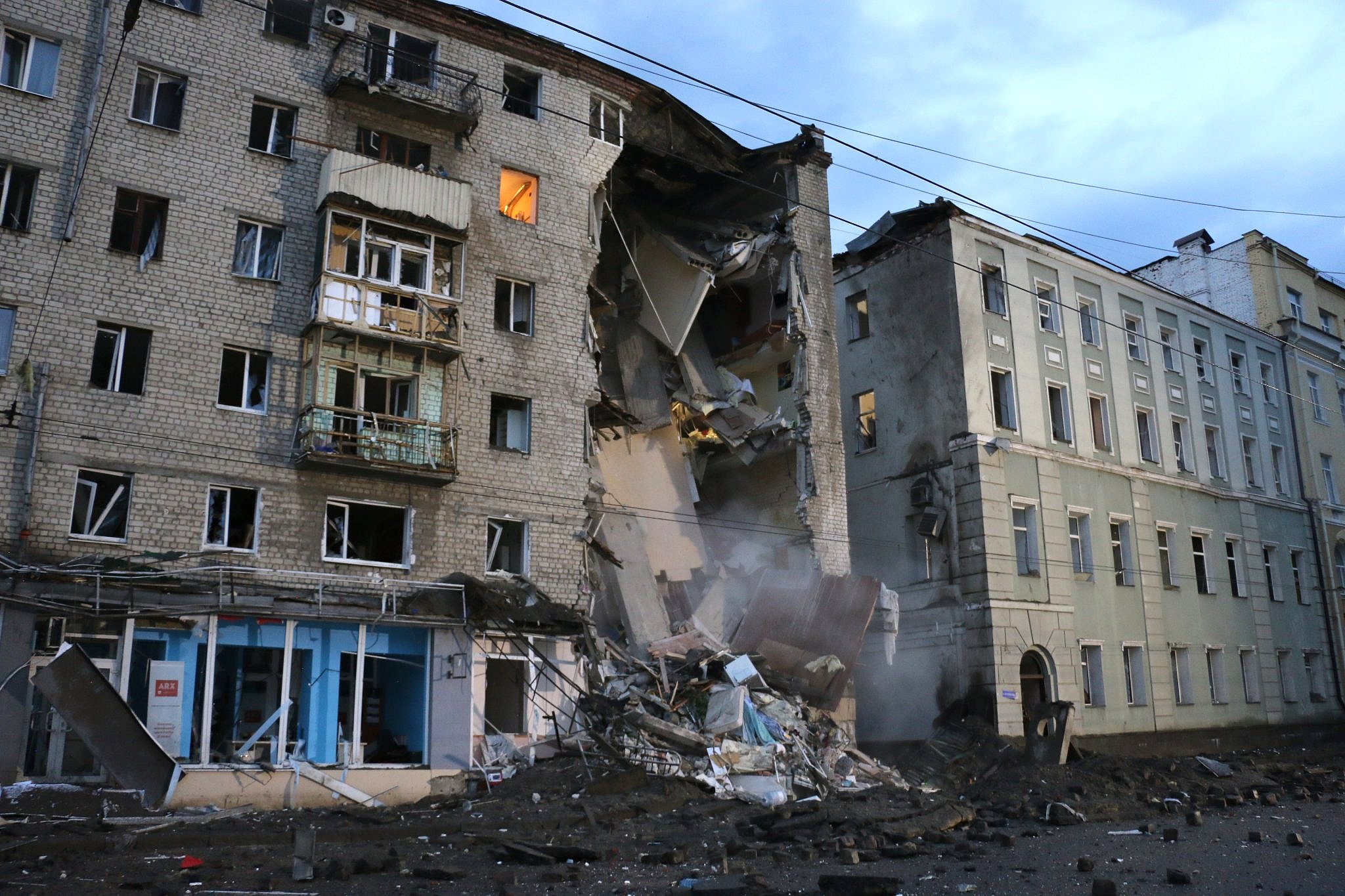
Будинок після обстрілу 11 липня

Через обстріл житлових районів Харкова загинуло шестеро осіб та поранено десятки, включаючи двох дітей віком 4 та 16 років. Серед загиблих — батько з 17-річним сином, які йшли по довідку для вступу до університету.

#### 20 липня
Зранку внаслідок російського ракетного удару по місту загинуло щонайменше троє людей, серед загиблих 13-річний підліток.

#### 23 липня
Кілька російських ракет впали у центрі Харкова, відомо про одну постраждалу людину.

### Серпень

#### 11 серпня
ЗСУ збили на Харківщині дві крилаті ракети противника «Калібр», які випустили з акваторії Чорного моря.
Російські окупанти не змогли переправитися через річку Оскіл поблизу села Гороховатка Борівської громади Ізюмського району.
У Харківській області від російських ракет та снарядів зруйновано та пошкоджено майже 4200 житлових будинків. Про це повідомив голова Нацполіції України Ігор Клименко.
Боротьба з колаборантами на різних рівнях триває. Так доцента-коригувальника вогню Максима Решетняка звільнили з посади в Національному технічному університеті «Харківський політехнічний інститут» після вироку суду.
Відповідний наказ підписав ректор НТУ ХПІ
.

#### 13 серпня
РФ обстрілювала цивільну інфраструктуру населених пунктів Харків, Уди, Прудянка, Руська Лозова, Черкаські та Руські Тишки, Петрівка, Старий Салтів, Іванівка, Гусарівка, Леб'яже та Коробочкине. Також ворог
завдав авіаударів біля Старого Салтова, Гусарівки та Мосьпанового та активно проводив розвідку за допомогою БПЛА.

#### 15 серпня
Обстріли Харкова продовжилися. Російські окупаційні війська намагалися прорвати оборону українських захисників на Харківщині в
напрямку Козача Лопань–Уди — Генштаб ЗСУ. Однак спроба не вдалася. Українські бійці, як зазначили в командуванні, жорстко зустріли загарбників і відкинули їх назад.

#### 16 серпня
Окупанти випустили одразу 7 ракет з Бєлгорода. Під ударами опинилися Шевченківський, Київський, Салтівський, Індустріальний та Холодногірський райони, повідомили в Харківській обласній військовій адміністрації.

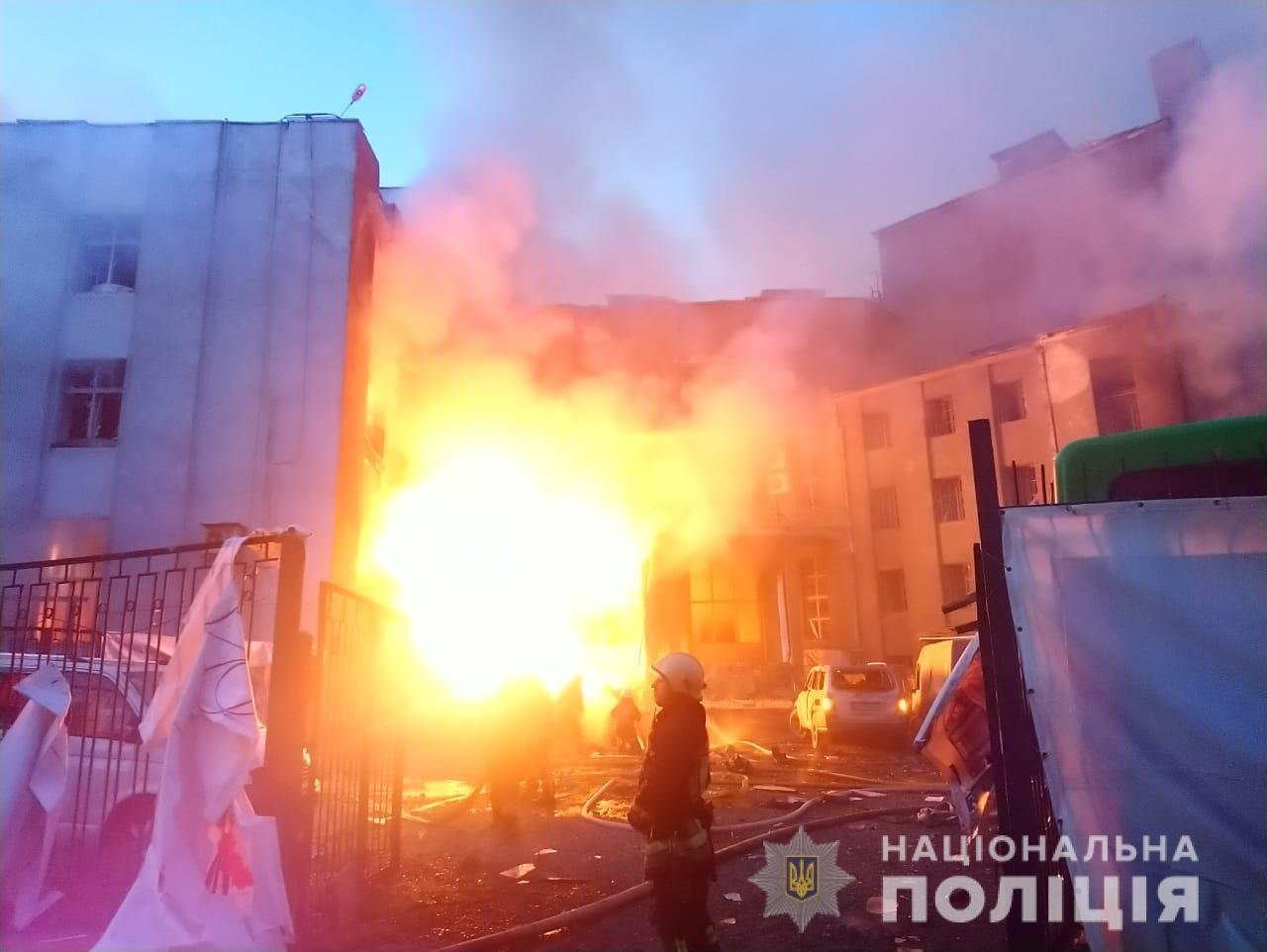
Палац культури «Залізничник» після ракетного удару

#### 17-18 серпня
Ввечері 17 та вранці 18 серпня ракетні удари по двох гуртожитках вбили не менше 24 осіб і поранили не менше 40. Крім того, 18 серпня ударом по Краснограду було вбито двоє і поранено троє людей. В той же день ще одним ракетним ударом російська армія знищила палац культури «Залізничник» у Харкові — пам'ятку архітектури 1927—1932 років.

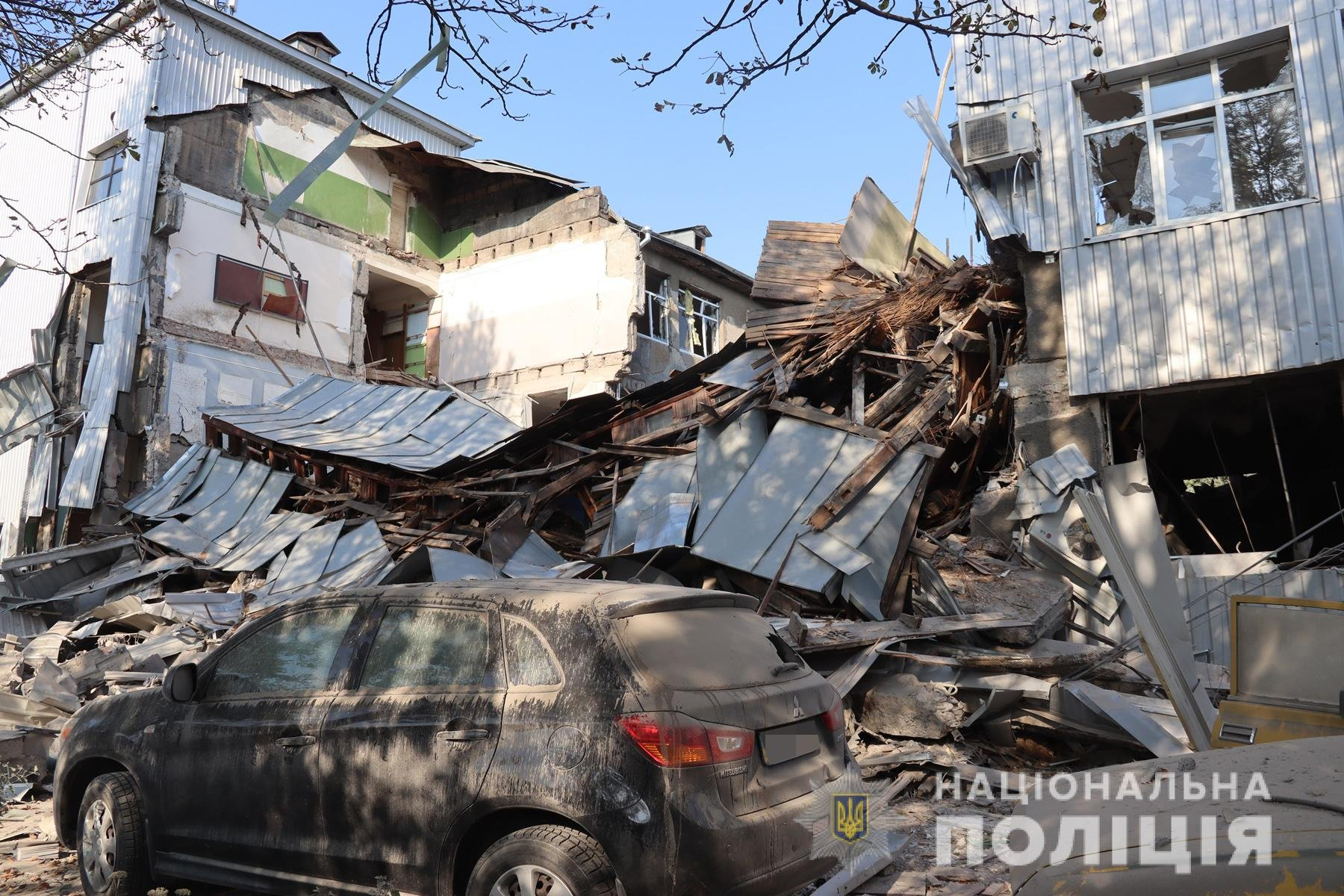
Корпус Харківського політехнічного інституту після обстрілу

#### 19 серпня
Ранковим обстрілом зруйновано один із корпусів Харківського політехнічного інституту в Київському районі (де загинула охоронець), підприємство з виготовлення засобів гігієни в Основ'янському районі та два приватних будинки в Немишлянському районі. Було обстріляно і три райони Харківської області.
В Харкові був день жалоби за загиблими в попередні дні.

#### 21 серпня
Війська РФ обстріляли із танків, ствольної та реактивної артилерії райони населених пунктів Прудянка, Нове, Руськи Тишки, Перемога, Старий Салтів, Коробочкине, Слобожанське та Великі Проходи.
Також противник завдав авіаційних ударів біля Старого Салтова та Гусарівки.

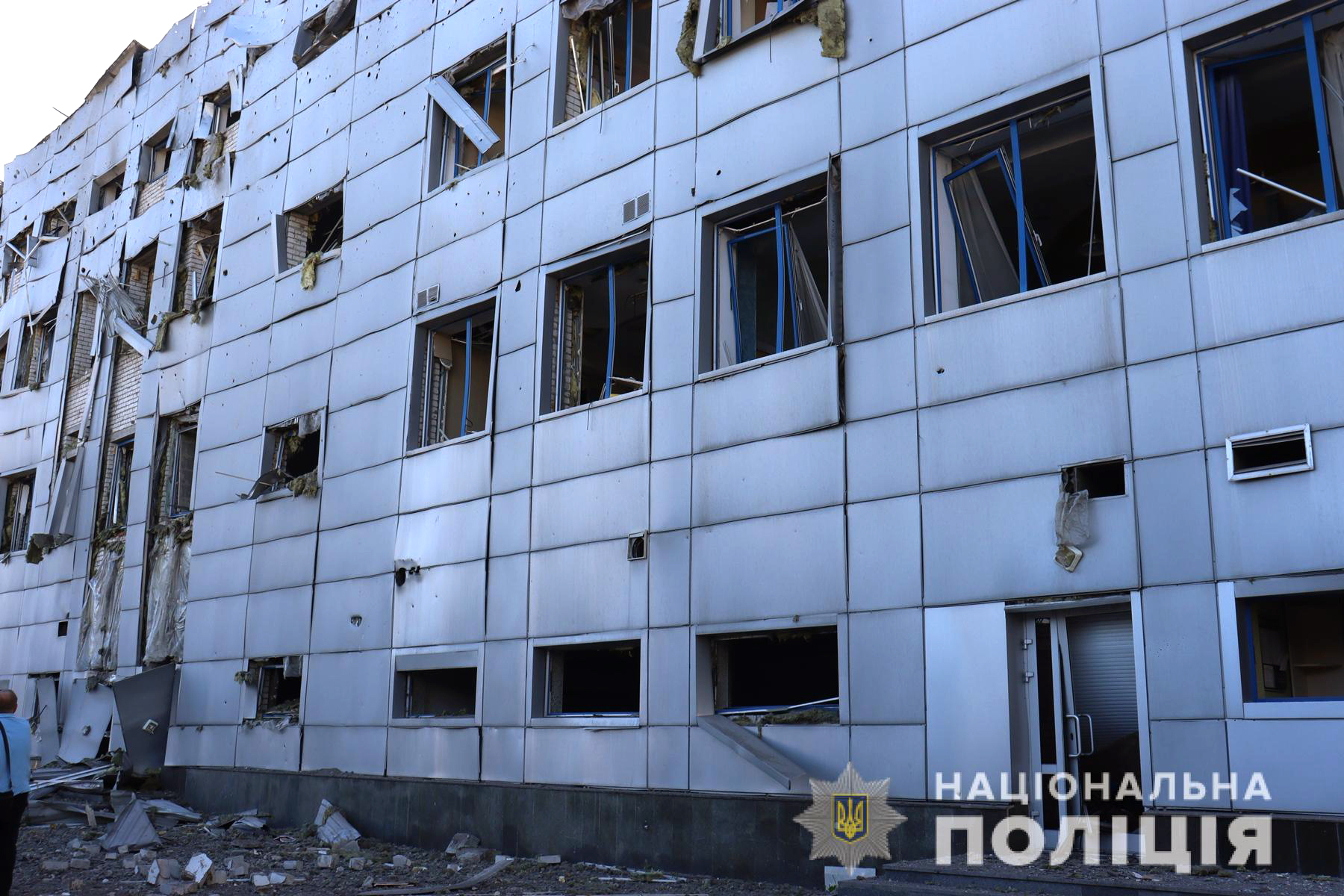
Палац спорту «Локомотив» після обстрілу

### Вересень

#### 2 вересня
Вночі ракетним обстрілом із С-300 був значно пошкоджений палац спорту «Локомотив».

#### 6 вересня

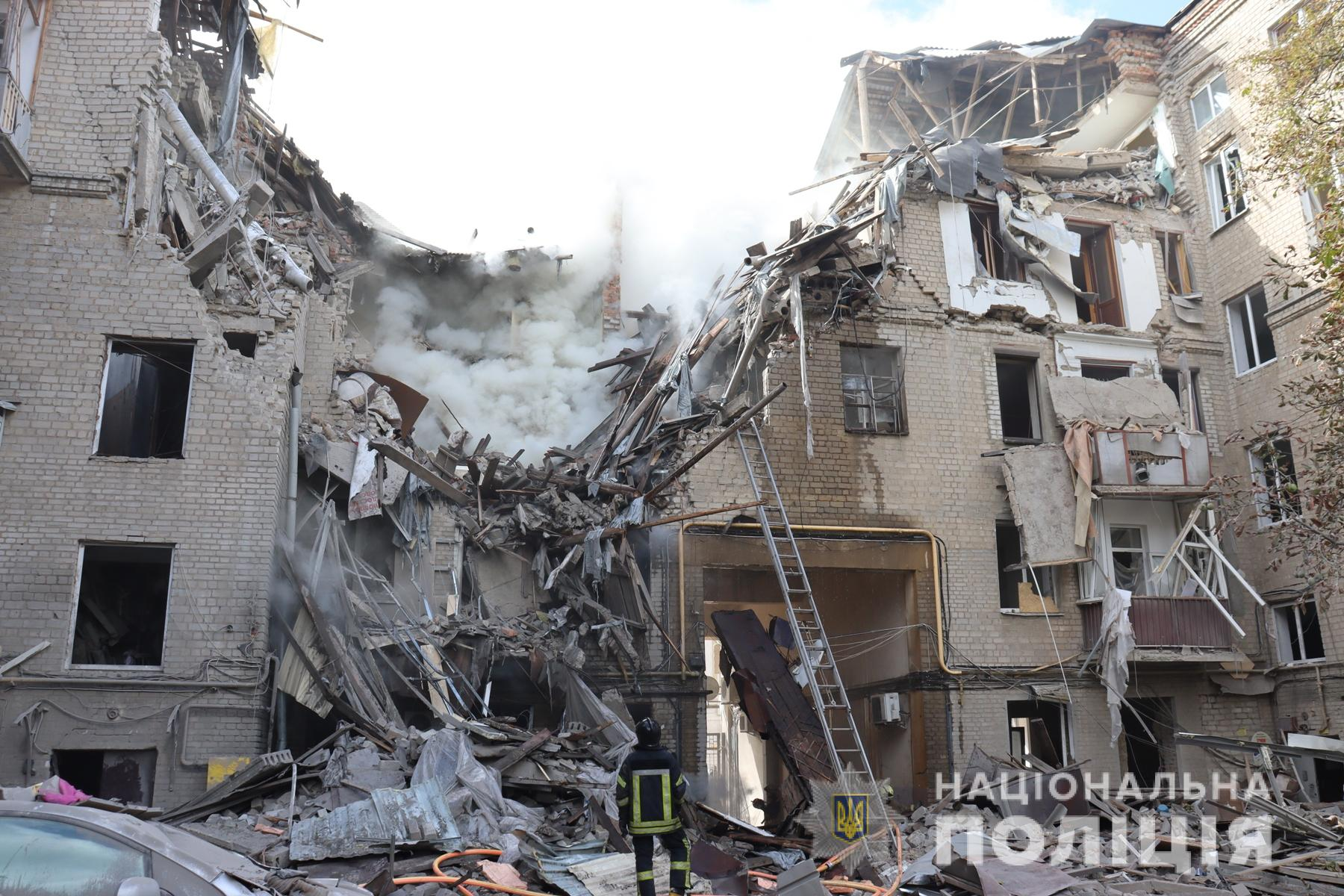
Житловий будинок після обстрілу 6 вересня

Ранковим обстрілом Київського району із С-300 частково зруйнований 5-поверховий житловий будинок і пошкоджена адміністративна будівля.

#### 11 вересня

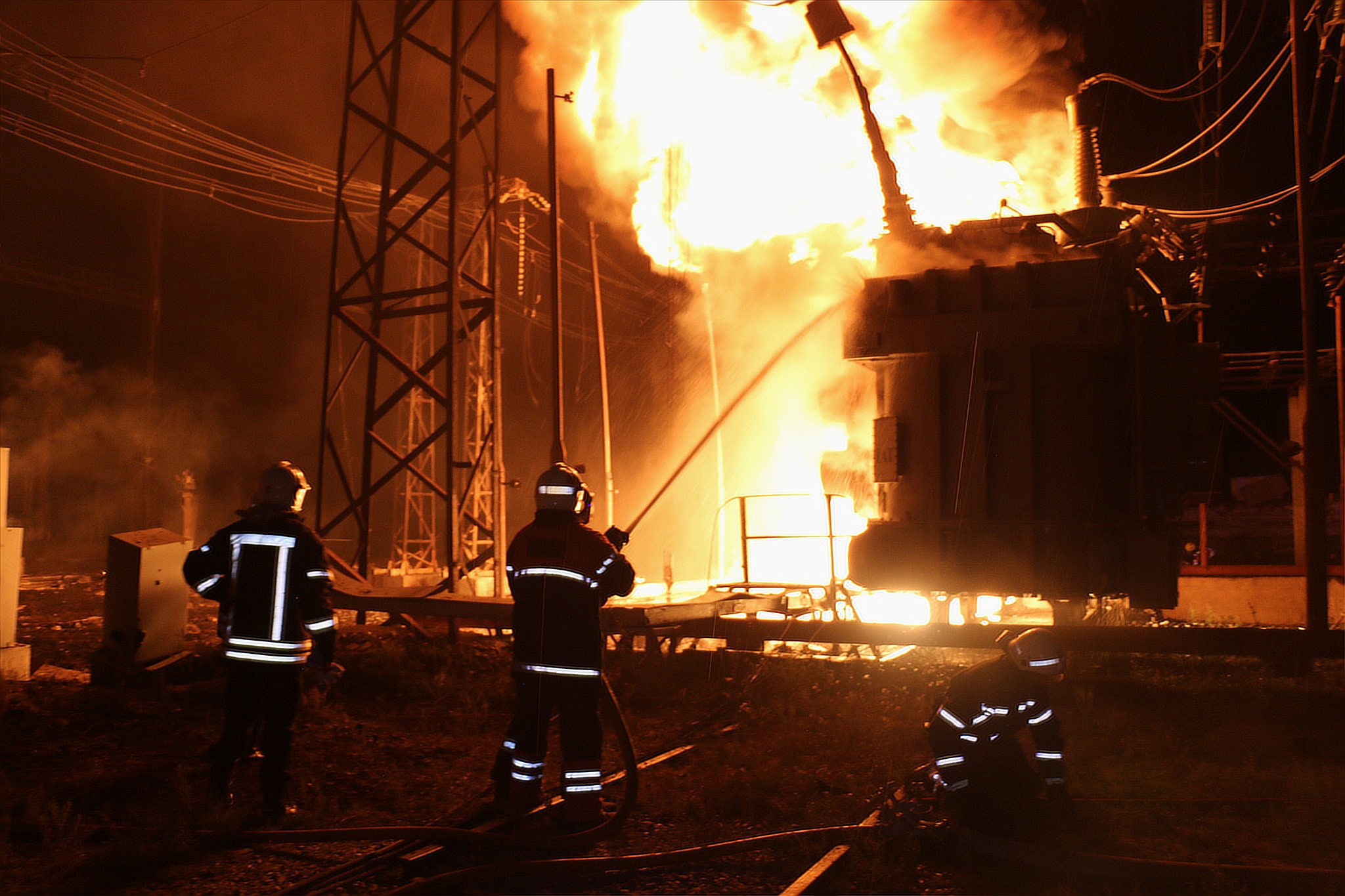
Пожежа на електростанції після обстрілу 11 вересня

11 вересня 2022 року ЗСУ звільнили Липці, Глибоке та Стрілеча в ході контрнаступу у вересні 2022 року.
Цього ж дня бійці добровольчого формування територіальної громади «Хартія» вийшли на державний кордон України на півночі Харківської області.
У відповідь на контрнаступ російська армія обстріляла Харківську ТЕЦ-5, Зміївську ТЕС та три підстанції високої напруги. Це спричинило перебої з електро- та водопостачанням у 5 областях.

## Руйнування

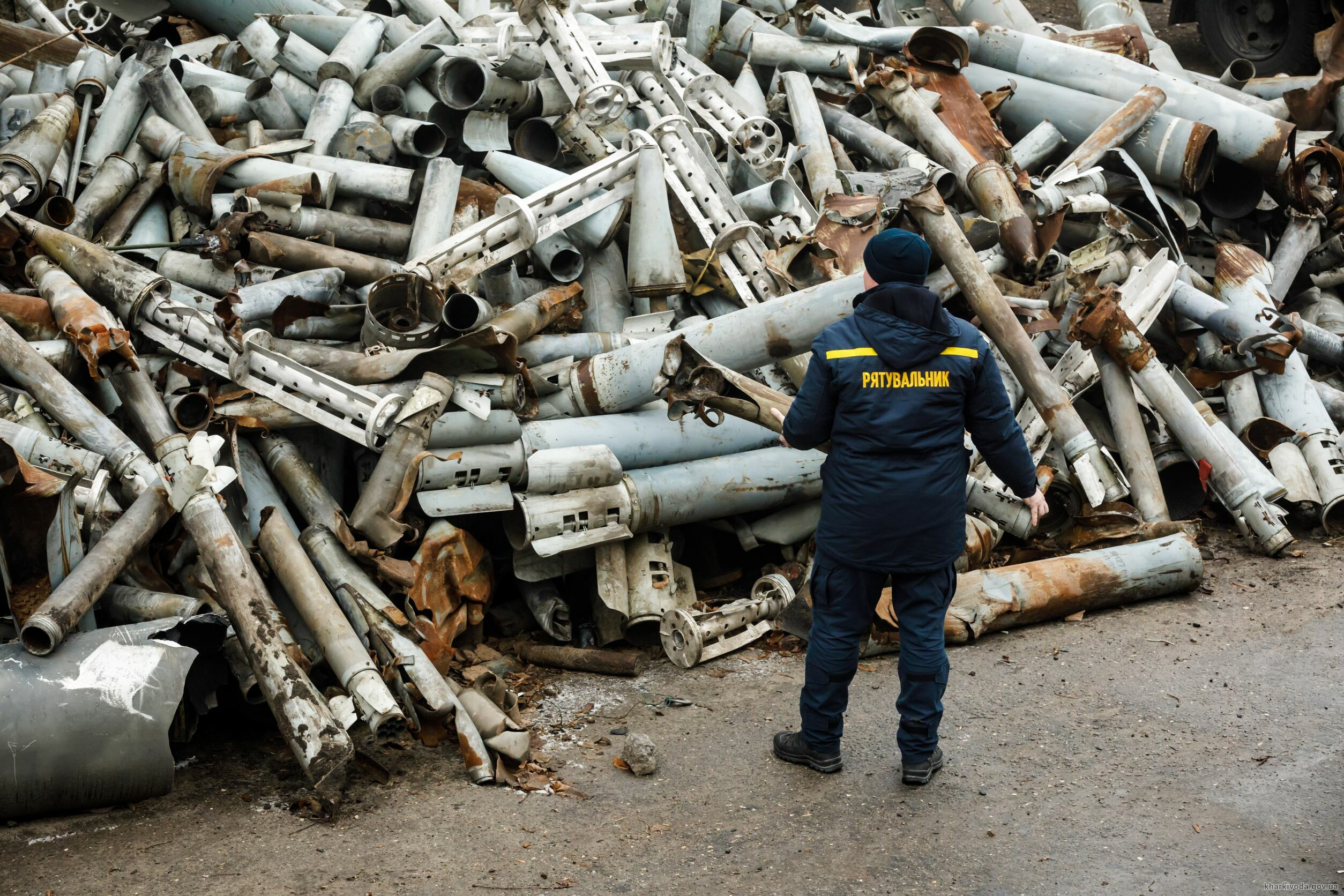
Рештки випущених по Харкову ракет

Станом на початок квітня 2022 року група документаторів Інформаційного центру «Майдан Моніторинг» зафіксувала понад 200 частково або повністю знищених об'єктів цивільної інфраструктури у Харкові. Крім постійних несистемних обстрілів житлових кварталів, до яких може добити зброя РФ, від яких найбільше постраждали спальні райони Харкова, є також і цільове свідоме знищення певних типів цивільної інфраструктури (в тому числі — із використанням крилатих ракет), зокрема:
- Системи постачання газу, води, електрики та тепла, особливо розподільчі пункти, як то трансформаторні будки та підстанції, відділення водоканалу, магістральні газопроводи, лінії електропередачі в житлових кварталах.
- Заправки та системи зберігання палива (нафтосховища). Інші складські приміщення
- Транспортні депо для транспорту всіх типів. Так, наприклад, значних руйнувань зазнало Салтівське трамвайне депо[247].
- Підрозділи і підстанції рятувальних служб.
- Рейки — трамвайні, залізничні, лінії живлення електротранспорту.
- Супермаркети і ринки від найбільших до найменших.
- Телекомунікаційна інфраструктура.
- Навчальні заклади всіх типів — від дитсадків до університетів. Будинки культури та дитячої творчості.
- Адміністративні будівлі всіх типів.
- Місця видачі гуманітарної допомоги
- Пам'ятки історії, культури та меморіали.

Були зафіксовані випадки повторних ударів по об'єктах, якщо їх не було знищено з першого разу.

## Розслідування
У березні 2023 року суд виніс вирок російському льотчику, що бомбардував Харківську телевежу навесні 2022 року, йому присудили 12 років позбавлення волі.